# Jézus
Názáreti Jézus vagy Jézus Krisztus, gyakran csak Jézus vagy Krisztus (héberül: ישו, Yēšūaʿ; Betlehem, i. e. 4 körül – Jeruzsálem, i. sz. 33 körül) a kereszténység központi alakja, a világtörténelem egyik legismertebb és legnagyobb hatású személye. A legtöbb kutató bizonyítottnak találja, hogy létezett a Jézusnak nevezett személy, aki az 1. század elején zsidó vándorprédikátorként vagy prófétaként működött, a köré keltett történetekről azonban különféleképpen gondolkodnak.
A többségi keresztény nézet szerint Jézus maga a megtestesült Isten, a Szentháromság tagja. A Szentháromság-tagadó felekezetek és a többi ábrahámi vallás (judaizmus, iszlám) Jézus-képe ettől eltér; mindegyik elveti Jézus isten-mivoltát. Az iszlám szerint Jézus csak az egyik a legfőbb próféták közül, a judaizmus szerint pedig hamis messiás volt; ahol a Talmud szól Jézusról, a lehető legsötétebb színben festi le. Születését a keresztény világ december 25-én, karácsonykor ünnepli, kereszthalálára nagypénteken emlékezik, föltámadását pedig húsvétkor ünnepli. Egykor feltételezett születési évétől számítják a mai (keresztény) világ időszámítását (gregorián naptár). Érdekesség, hogy a Jézus helyett Pilátus által szabadon engedett gonosztevő neve szintén Jézus volt, teljes formájában Jézus Barabbás (Jesua bar Abba), azaz "Jézus, az Atya fia".

## Élete
Az evangéliumok szerint Betlehemben született. Születését csodálatos jelek kísérték. Gábriel (ark)angyal az angyali üdvözletben hírt ad Szűz Máriának, hogy gyermeke fog születni, és Jézus lesz a neve. Szűz Mária szűzen foganta Jézust (Mária örök szüzessége). A napkeleti bölcsek látták a zsidók új királyának betlehemi csillagát, ezért elutaztak hozzá, hogy hódoljanak neki. Józsefet, Mária jegyesét angyal értesítette, hogy a család meneküljön el Egyiptomba. Heródes kiirtatta a Jézussal nagyjából egyidős kisfiúkat (→ betlehemi gyermekgyilkosság), halála után ugyancsak egy angyal segített a családnak a visszatérésben. Názáretben telepedtek le, és Jézus itt nőtt fel. A kisfiú kitűnt okosságával, amikor a templomban tanított tizenkét évesen, megmutatkozott elkötelezettsége Isten felé. (Lk 2,40–52). Ezzel lezárult gyermekkorának története, amelyet elsősorban Lukács evangéliuma tartalmaz.
Tanítói szolgálatát megelőzően a pusztába ment, ott negyven napig böjtölt, és kísértéseket utasított el. Keresztelő János bemerítette (vö. megkeresztelte), majd tizenkét tanítványt gyűjtött maga köré, ill. további hetvenkettőt is kiválasztott. Velük járta Izraelt, tanította a népet és erkölcsi útmutatásokat adott nekik; gyógyító volt és ördögűzést is többször végzett. Tanítását főleg példabeszédekben („parabolákban”) fejtette ki, kiemelkedő tanítása az ún. hegyi beszédek. Útjai során találkozott a nép vezetőivel, az írástudókkal és a farizeusokkal. Vitázott Isten országáról, feddően beszélt velük, emiatt azok meggyűlölték, és arra az elhatározásra jutottak, hogy elveszejtik Jézust.
Mintegy hároméves működése, tanító évei értek véget az utolsó vacsorát követő megfeszíttetéssel. Húsvét idején ellenségei lefizették egyik tanítványát, Júdást, hogy árulja el tartózkodási helyét. Ezekkel az eseményekkel kezdődik a szenvedéstörténete. Júdás árulását követően a hatóságok a zsidó nagytanács megbízásából letartóztatták Jézust, megvádolták és átadták a római helytartónak, Quintus Pontius Pilatusnak, aki megkorbácsoltatta, s keresztre feszítésre ítélte, mivel a jelenlévő zsidó tömeg Barabás szabadon bocsátását szavazta meg vele szemben. A keresztet Jézusnak magának kell felvinnie a Golgota hegyére. Ennek eseménytörténete a mai keresztút, a tizennégy stációval.
Kereszthalála után eltemették, de harmadnapra a sírt nyitva találták, s Jézust nem találták a sírban: az Újszövetség szerint feltámadt. Ezután mint feltámadt Krisztus jelent meg tanítványainak, megbízatást adott nekik pünkösdkor, hogy vigyék tovább az örömhírt (evangéliumot). Legvégül a tanítványok látták felemelkedni őt a felhők fölé.
A keresztény hagyomány szerint „feltámadt a halottak közül, felment a mennybe, ott ül az Atyaisten jobbján” és közbenjáróként működik Isten és az emberek közt, és majd visszatér ítélni élőket és a feltámadó holtakat az utolsó ítéletkor.

## Neveinek, címeinek etimológiája
Máté evangéliuma a következő szavakkal jövendöli meg Jézus születését: Mária „fiút szül majd, te pedig majd Jézusnak nevezed, mert ő fogja a népét megszabadítani a bűneitől” (Mt.1.21., Lk.1.31.), majd pedig „Íme, a szűz fogan méhében és fiút szül, akinek a neve Emmánuel, ami azt jelenti: Velünk az Isten.” (Mt.1.23.). Lukács evangéliumában a jövendölés mondataiban egyértelműen a Jézus név szerepel, és később a körülmetélés alkalmával is ezzel a névvel nevezik meg a gyermeket (Lk.2.21.). A Biblia ezen bekezdései szerint azt gondolhatjuk, hogy az Emmánuel és a Jézus név ugyanazt jelenti, de ez a következtetés nem állja meg a helyét - illetve az is egyértelmű, hogy a gyermek neve Jesua, azaz Jézus lett, nem pedig Emmánuel.

Jézus nevének átiratai arámi (bal felső), héber (jobb felső), görög (középső), latin és angol nyelven

A magyar Jézus szó a latin Iesus névből származik, ami a görög Iesous (Ἰησοῦς) név átirata, amely a héber Yēšūă (ישו) névből jön, mely a héber Yehoshua név rövidített alakja. Jelentése: Jahve a megváltás, azaz Isten, a megváltás. Érdekesség, hogy a Jézus név, mint keresztnév, számos keresztény országban választható a gyermek neveként, de a magyar és az európai kultúrkörben helyette a Józsua vagy Józsué név az ajánlott, a Jézus nem anyakönyvezhető.
Jézus „címe”, a Krisztus szó a görög khriszéin (felkenni) igéből származik, jelentése: Felkent. Az ókori judaizmusban szent olajjal kenték fel a királyokat és kivételesen szent életű embereket hivataluk viselésére. Nevezik még Messiásnak, illetve Megváltónak is.
A korai keresztények Jézust "a Krisztus" néven emlegették, vagyis "a Megváltónak" nevezték, akinek eljöttét előzőleg próféták sokasága jövendölte meg. Bár a Krisztus egyértelműen nem Jézus „másik” neve, a későbbi szóhasználatban a Krisztus cím egybeforrott Jézus nevével. A magyar keresztény szó a latin christianusból származik, jelentése: krisztusi, krisztusos, Krisztus követője.

## Történeti háttér

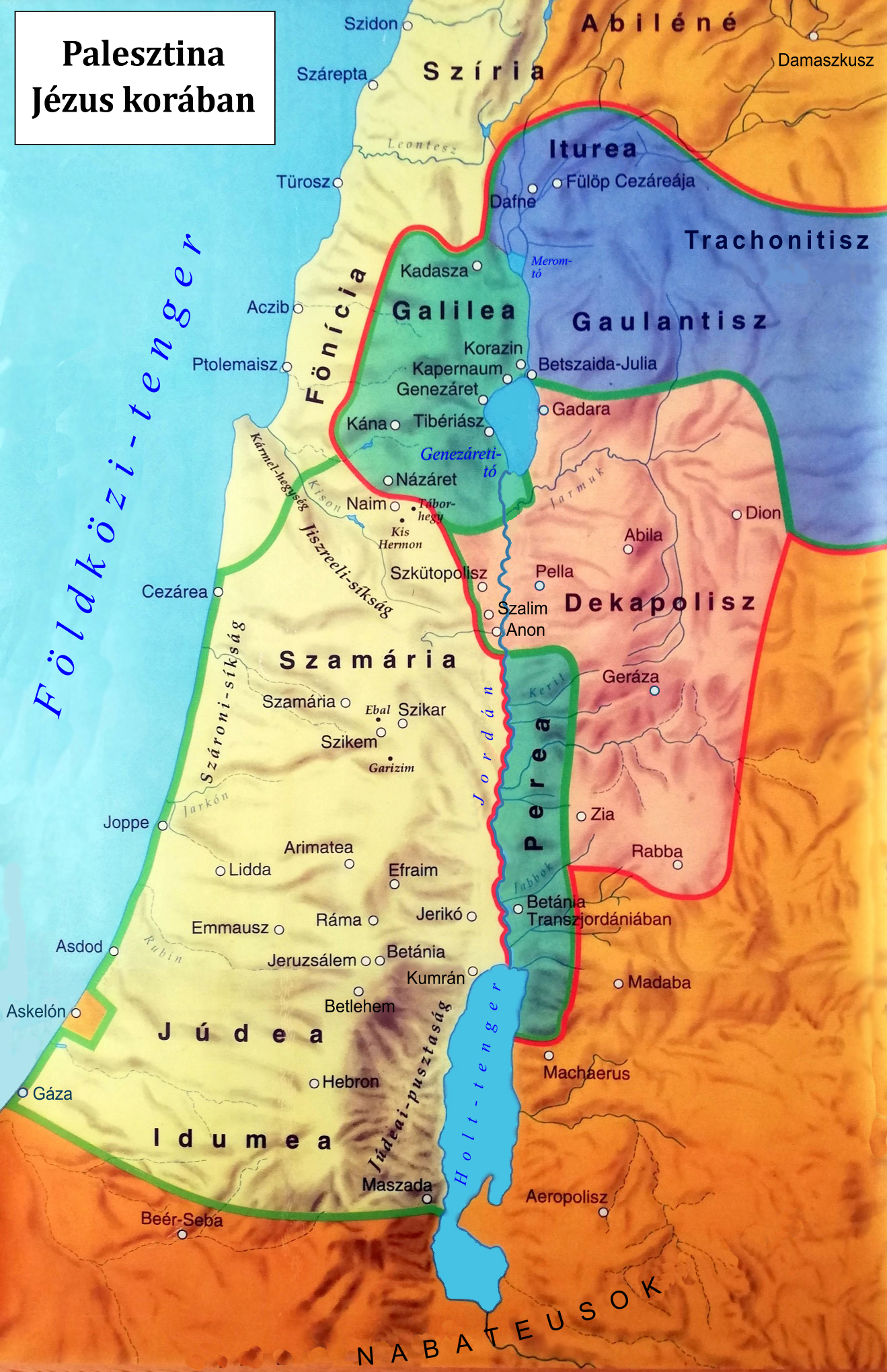
Palesztina Jézus korában

A Biblia négy evangéliuma szerint Jézus a mai zsidó állam, Izrael területén élt. Ez a terület születésekor Nagy Heródes királyságához tartozott, aki hosszú harcok után, a rómaiak támogatásáért és támogatásával szerezte meg azt. Halála után Galileát egyik fia, Heródes Antipász negyedes fejedelem örökölte – ahol Jézus szinte egész életét töltötte –, míg legfontosabb tevékenységének színterét, Jeruzsálemet és környékét másik fia, Heródes Arkhelaosz népfejedelem kapta örökrészül. Őt tehetségtelen uralkodása miatt a rómaiak felmentették tisztségéből, és fejedelemsége Iudaea néven (6-tól) római provincia lett, melynek helytartója Pontius Pilatus volt.

## Származása, családja, külseje

### Származása
Két evangéliumban is olvasható Jézus családfája. A családfák kétféle származási vonalat írnak le, mindkettő egyezést mutat az Ábrahám és Dávid király közti ősöket illetően, azután viszont nagy fokú eltérés tapasztalható. Egyik a Máté evangélista által leírt családfa, másik pedig a Lukács evangélista általi családfa. Mindkettő Józsefnek, Jézus „nevelőapjának” leszármazását tartalmazza, tehát szigorúan véve nem Jézus felmenőiről van szó. Eszerint Jézus nevelőapja Dávid király leszármazottja volt. Máté és Lukács evangéliuma e tekintetben eltér egymástól, mert míg Máté a nevelőapa által Salamontól származtatja Jézust, egyenesen Dávid fiai közül, Lukács eközben Nátántól. A zsidók szerint a Messiásnak Salamontól kell származnia, márpedig a két említett családfa József családfája, így fontos figyelembe venni azt a hiedelmet is, miszerint Jézusnak csupán az édesanyja volt ismert, s így a távoli ősökig visszavezetett családfa létjogosultsága szerint a zsidók szemében ő maga nem lehetett a Messiás.
A Biblia szerint Jézus Júdea déli részén, a júdeai Betlehemben született. Mikeás próféta úgy említi Betlehemet, hogy bár a legkisebb Júdea városai között, ott születik az, aki uralkodik majd Izraelen. A település egyes kutatások szerint éppen abban az időszakban nem volt lakott hely, Iosephus Flavius sem említi, a legújabb kutatások azonban cáfolják ezt. Názáretben, az Izrael északi részén lévő Galileában nevelkedett fel, Kafarnaumban is élt, itt háza is volt. Jézus arámi nyelven beszélt.

### Családja
Máté evangéliuma szerint Jézus testvérei Jakab, József, Simon és Júdás, valamint voltak lánytestvérei is, de nem ismert, hogy anyai vagy nevelőapai részről milyen fokon. Emellett az Újszövetség számos helyen utal Jézus testvéreire. Jézus rokonságával kapcsolatban a katolikus és a protestáns, illetve az ortodox teológia eltérő állásponton van. A katolikus teológia szerint ezek a személyek Jézusnak csak unokatestvérei voltak, a protestáns teológusok nagy része és egyes ortodox teológusok viszont nem fogadják el az ezzel kapcsolatos érveket, ők egyértelműen vér szerinti, Mária által szült testvérekről beszélnek. Emellett a bibliai szóhasználat testvéreknek nevez mindenkit, akik "testvérek az Úrban", azaz "hitben élnek".

A katolikus álláspontban szereplő „unokatestvér” (ἀνεψιός, anepsios) szóval ellentétben az összes említett helyen a „fivér” szó görög megfelelője (ἀδελφός, adelphos) szerepel, azaz a vérszerinti fiútestvér. A Márk 6:3-ban hangzik el a kérdés: „Nem az ács ez, Mária fia, Jakabnak, Józsefnek, Júdásnak és Simonnak a fivére (adelphos)? És nem itt élnek-e közöttünk nővérei is?” A nővérekre itt a Biblia a vérszerinti lánytestvér szavát használja (ἀδελφή, adelphē), és nincs utalás arra, hogy ez csupán tágabb családtag vagy unokatestvér lenne. Abban az esetben, például a Kolossé 4:10-ben, amikor az unokatestvérekről esik szó, az anepsios (ἀνεψιός, anepsios) kifejezést használja a Biblia: „Köszönt titeket Arisztarkhosz, a fogolytársam, és Márk, Barnabás unokatestvére (anepsios), akiről utasítást kaptatok.” 
Az evangéliumok szerint nyilvános tevékenységei idején a fivérei sem értették őt, és kételkedtek messiási voltában. Egy alkalommal Jézus tanítási céllal hangsúlyozta, hogy sem anyját, sem testvéreit nem tartja családjának, mert az ő családját azok alkotják, akik cselekszik a mennyei Atyja akaratát.
Jézus a kereszten az egyik tanítványára, Jánosra bízta anyját, aki ezután a házába fogadta Máriát.
Jézus egyik testvére, Jakab lett az első jeruzsálemi gyülekezet vezetője.

### Külső megjelenése

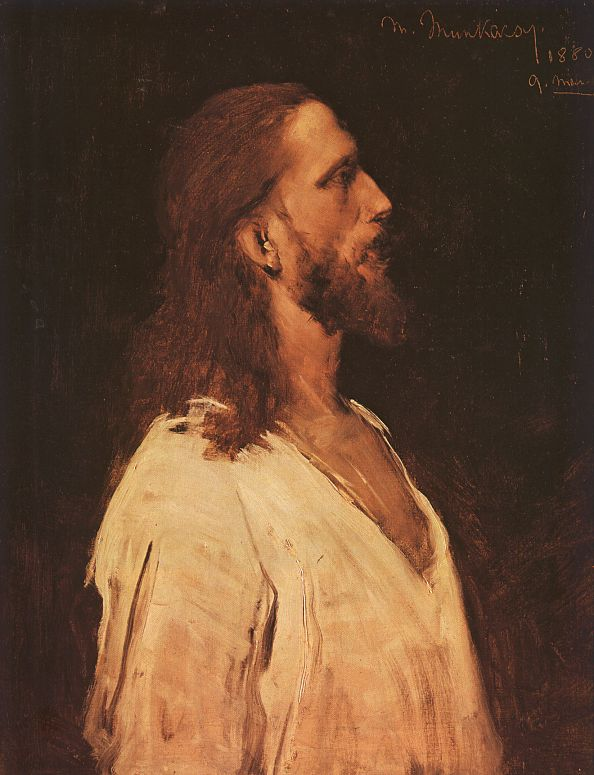
Munkácsy Mihály: Tanulmány a Krisztus Pilátus előtt című képhez

A Biblia csak egyetlen helyen utal Jézus külsejére, Ézsaiás próféta könyvében (53:2b), a következő szavakkal: „Nem volt neki szép alakja, amiben gyönyörködhettünk volna, sem olyan külseje, amiért kedvelhettük volna."
Feltételezések szerint nem különbözhetett jelentősen a korabeli Palesztina lakóitól (a galileai sémi törzsek tagjaitól), mivel ha így lett volna, azt vélhetően említenék az evangéliumok. Ez alapján sötét haja és dús szakálla lehetett; az átlagmagasság ekkor 155 cm körül, az átlagos „testsúly” pedig 50 kg körül lehetett. Richard Neave, a Manchesteri Egyetem egykori orvostudományi szakértője szerint valószínűleg külsőleg hasonló volt a tanítványaihoz, hiszen elfogásakor a Getszemáni-kertben a katonák nem ismerték fel, és ezért kellett Júdásnak csókkal jeleznie nekik, hogy kit kell elfogniuk. Mivel Pál apostol Korinthusiakhoz írt első levelében így ír: „Nem tanít-e maga a természet arra titeket, hogy ha a férfi hosszú hajat növeszt, szégyenére válik? Ha viszont az asszony növeszti meg a haját, díszére van, mert haját fátyol gyanánt kapta.” (1Kor 11.15), Neave arra következtet, hogy Jézusnak rövid, göndör haja lehetett.
Jézus alkatáról árulkodhat a torinói lepel, amelyről sokan úgy tartják, hogy Jézus testének egyfajta lenyomatát mutatja. A halotti lepel eredetiségét vizsgáló kutatások legtöbbje (fitológia, mikológia, pollenvizsgálat stb.) Jézus idejére datálja a lepel keletkezését, kivéve a szénizotópos kormeghatározást, azonban itt a mintavétel egy utólagosan javított részen történt, ma meg már egy szénalapú konzerválási eljárás ezt nagyon megnehezítette. 1989-ben II. János Pál pápa a torinói leplet „valóságos relikviának" minősítette.

## Tanításai és beszédei

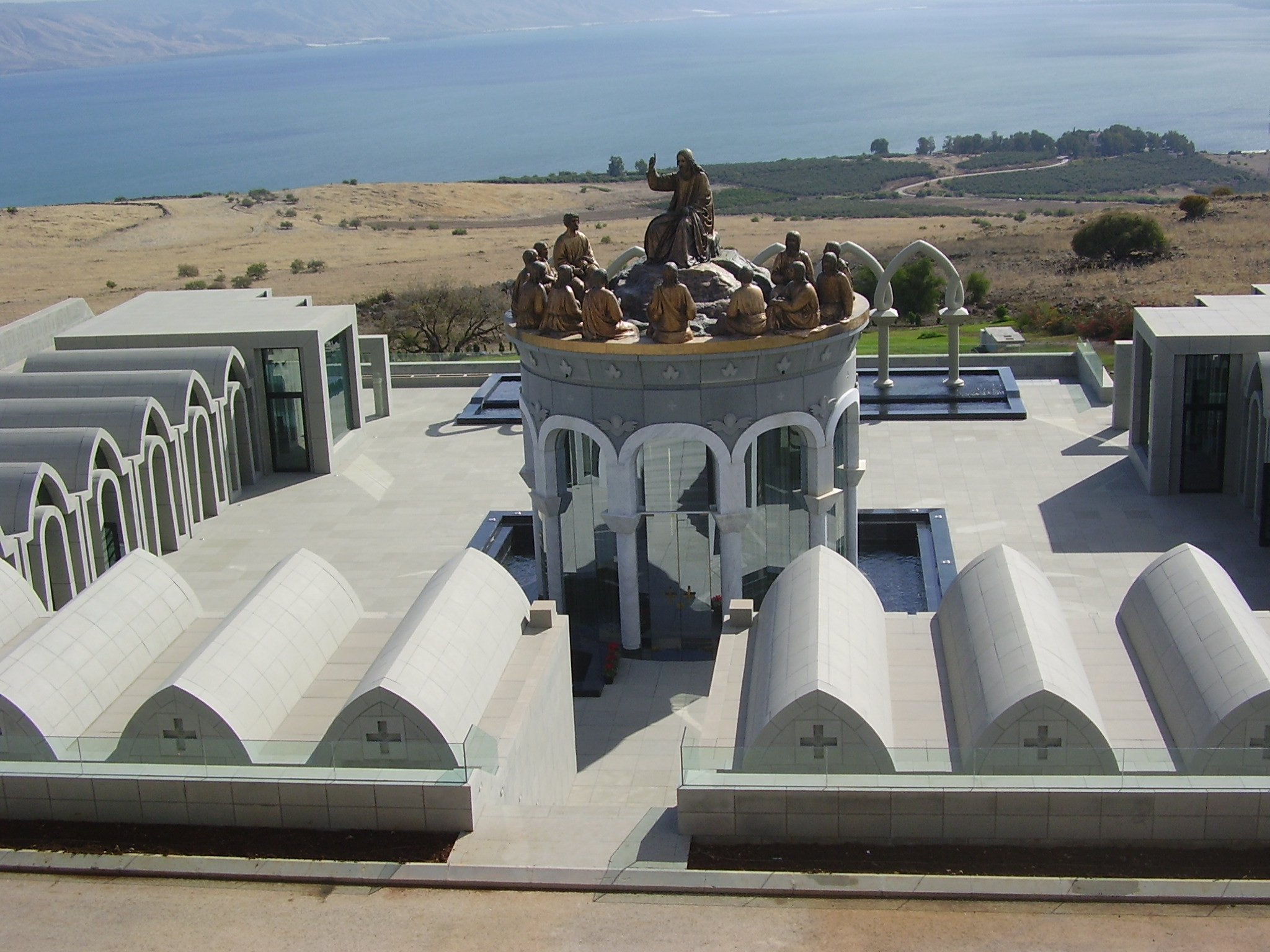
Jézus a 12 apostolt tanítja, (Domus Galilea) szoborcsoport

Jézus a Biblia szövege szerint elsősorban példázatokban tanított, amelyek képeit a mindennapi életből merítette. Ilyenek például a magvetés, a lakodalom, az elveszett juh. A példázatok alapján hallgatóságát újragondolásra késztette a mennyek országáról. A beszédek értelme azonban rejtve marad mindazoknak, akik Isten országának gondolataira nem nyitottak. A bibliai evangéliumokban elmondott beszédei főleg az erkölcsös, Istent és törvényeit tisztelő életre tanítanak, továbbá a(z öröm)hírről, az üdvösség elnyeréséről, a mennyek országáról, és a végső időkről szólnak. Önmagáról, és az Atyával való kapcsolatáról elsősorban párbeszédek, viták során beszélt. A Bibliába be nem sorolt, apokrif evangéliumok mindezek mellett sokkal konkrétabb tanításairól is szólnak, pl. a testi-lelki egészség ápolásáról.
A hegyi beszéd Jézus első nyilvános tanítása ötezer embernek szólt és a későbbiektől eltérően itt könnyen érthető, egyértelmű beszédet mond. Kinyilvánítja, hogy nem megszüntetni jött a mózesi törvényeket, hanem teljessé tenni őket (Máté 5,17).
- Ezekre példákat is mond: Aki eltöröl a legkisebb parancsok közül, Ne ölj, Aki haragot tart, Ne törj házasságot, ezeket a parancsolatokat szigorúbban értelmezi, mint kortársai. A ne esküdj hamisan, hanem tartsd meg az Úrnak tett esküdet parancs felidézése után a szent, vagy a nem hatalmunkban álló dolgokra (Isten trónjára, Jeruzsálemre, az ember saját életére) tett esküt megtiltja, helyette az egyenes beszédre ad parancsot (megbízható „igen”, vagy „nem”). A szemet szemért, fogat fogért szabályra azt mondja. „Ne álljatok ellent a gonosznak. Ha megütik a jobb arcodat, tartsd oda a másikat is!” (Máté 5,40).
- beszél a nyolc boldogságról;
- megtanítja a követőket Az Úr Imádságára, azaz a Miatyánk imára;
- tanít a képmutatásról, a földi és mennyei kincs gyűjtéséről, az Atya gondviseléséről, az ítélkezésről, a szent dolgokról, az ún. aranyszabályról, a szűk kapuról, a hamis prófétákról;
- csak egyetlen új parancsot ad ki, a szeretet parancsát. Az Isten szeretetére, hasonlatot mond a két úr szolgájáról, nem lehet két urat szeretni és szolgálni.

Beszéde végén a tanítását megtartókat sziklára, az elvetőit pedig homokra építkezőkhöz hasonlítja.
A beszéde után Máté megjegyzi: „A nép ámult tanításán, mert úgy tanított, mint akinek hatalma van, s nem úgy mint az írástudók.” (Mt. 7.24-29.).
Joó Sándor református lelkipásztor szerint „Nem valószínű, hogy egyetlen alkalommal mondott prédikáció volt ez, hanem talán többször is kiment Jézus egy bizonyos dombtetőre, valahol Kapernaum vagy Názáret közelében, vissza-visszajárt ugyanarra a helyre, és ott tanította az embereket. Ezeknek a tanításoknak a gyűjteménye az ún. hegyi beszéd.”
Bár Jézus arra inti a követőit, hogy „Boldogok a szelídek, mert övék lesz a föld” (Mt. 5,5.), és arra szólítja fel őket, hogy „Ne ítélkezzetek, hogy fölöttetek se ítélkezzenek!” (Mt 7,1), a Hegyi beszédben és más tanításaiban Jézus beszédmódja és szóhasználata gyakran meglehetősen indulatos és ítélkező: „Ti vagytok a föld sója. Ha a só ízét veszti, ugyan mivel sózzák meg? Nem való egyébre, mint hogy kidobják, s az emberek eltapossák." (Mt. 5.) „Aki pedig azt mondja: bolond, méltó a gyehenna tüzére.” (Mt. 5.) Más esetekben a világos beszédre biztatja hallgatóit, miközben ő maga pontokba foglalt, kétértelmű példázatokban szól. Amikor például nagy sokaság jelenlétében, kézrátétellel meggyógyít egy bélpoklost, a következőt mondja: „Meglásd, senkinek se szólj! Hanem eredj, mutasd meg magad a papnak.” (Mt. 8.4.) Amikor a tanítványaihoz beszél, kihangsúlyozza, hogy szándékosan beszél érthetetlen példázatokkal: „Megkaptátok az Isten országa titkát, a kívülállók azonban mindent példabeszédben kapnak, hogy: Nézzenek, de ne lássanak, halljanak, de ne értsenek, nehogy megtérjenek s bocsánatot nyerjenek.”(Mk.4.11-12) Egy esetben egy elutasító hozzászólásra is elragadtatja magát: „Aki apját vagy anyját jobban szereti, mint engem, nem méltó hozzám, aki fiát vagy lányát jobban szereti, mint engem, nem méltó hozzám. Aki nem veszi vállára a keresztjét, s nem követ, nem méltó hozzám.” (Mt. 10.37)

## Jelentősége a kereszténységben

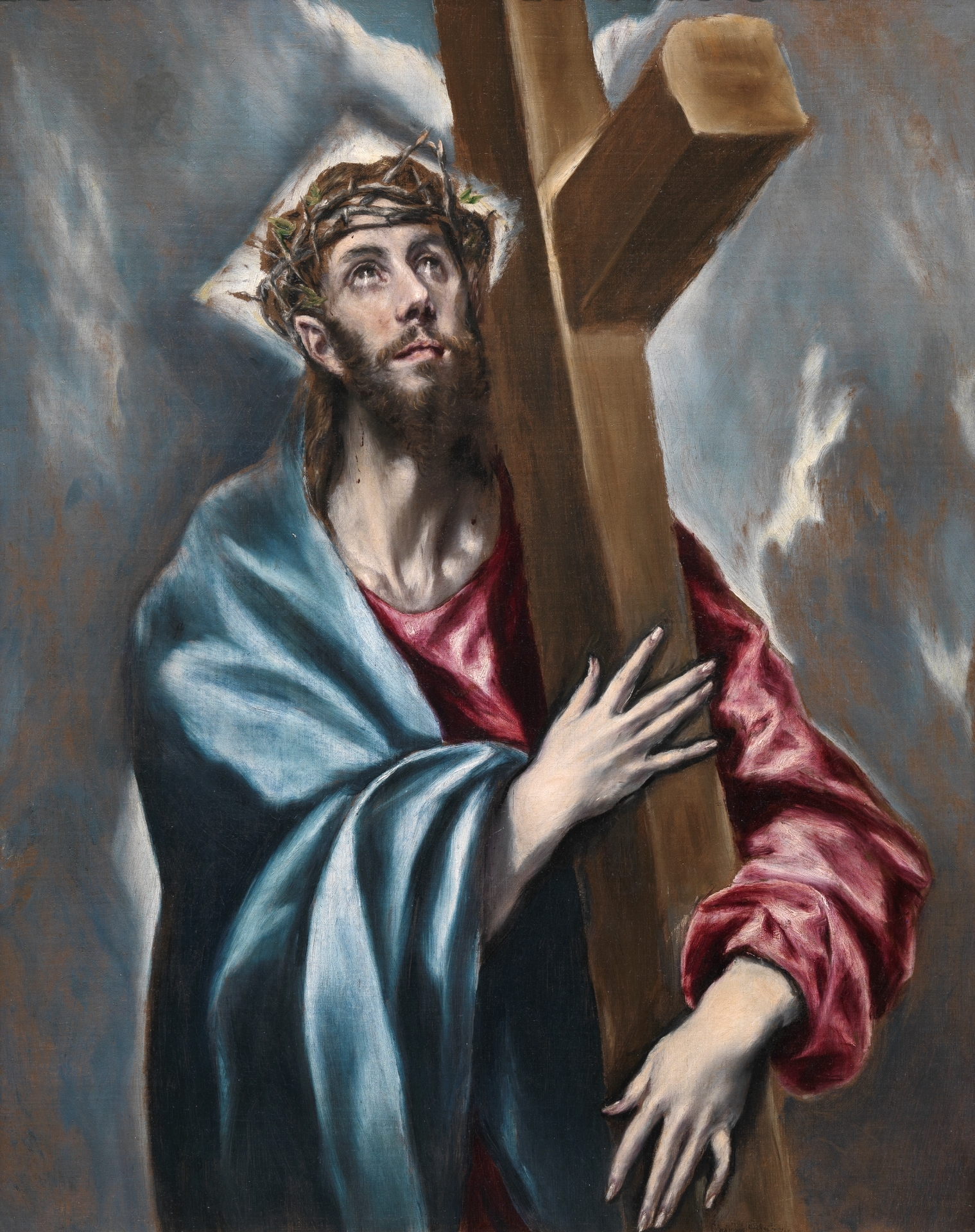
El Greco festményén

A keresztény irodalomban említik az Isten fia, az Isten báránya, próféta, az Úr, a zsidók királya, a Pantokrátor, a Messiás, az Üdvözítő, Krisztus és a Megváltó megnevezéssel is. A kereszténység szerint a szentháromság egyik személye, akit az Újszövetség alapján Mária hozott a világra és akinek József volt a nevelőapja. A kereszténység zöme Isten megtestesüléseként, a második isteni személyként, istenemberként tiszteli őt, aki életével, szenvedésével és halálával megváltotta az emberiséget.
A bibliai evangéliumok szerint, miután három évig tanítóként működött, keresztre feszítették és meghalt, harmadnapra föltámadt, és nem sokkal később a mennyországba ment Istenhez. Tizenkét tanítványát apostoloknak nevezzük, közülük az árulónak tartott Júdás felakasztotta magát, helyére Mátyást választották a 12 közé; a keresztyéneket üldöző Sault a damaszkuszi úton térítette meg a neki megjelenő Jézus, így lett belőle a 13. apostolnak nevezett Pál. Nagyobb tekintélyre emelkedett később Szent Péter, aki a legjelentősebb a katolikus egyház számára; mivel a katolikusok őt tartják az első pápának. (→ A pápaság története)
A Biblia és a keresztény hagyomány szerint azért jött, hogy megmentse a világot, azaz a bűneiből megváltsa és megszabadítsa az egész emberiséget. Az üdvtörténeti teológiában Isten elküldte gyermekét – Isten Fiát –, és feláldozta az emberiség bűneiért megváltásképp. Isten megdicsőítette Krisztust a feltámadással, ami azt jelenti az embereknek, hogy a halál nem uralkodhat rajtuk korlátlanul, az örök élet lehetősége kinyílt számukra: „Monda néki Jézus: Én vagyok a feltámadás és az élet: aki hisz én bennem, ha meghal is, él; És aki csak él és hisz én bennem, soha meg nem hal." (Jn.11:25-26). Ez a keresztény örömhír, ami az evangéliumok végső mondanivalójának alapja.
Amit Ádám és Éva elrontott a bűnesettel, azt „második Ádám”, Jézus helyrehozta engedelmességével és áldozatával. Jézus kiállta a pusztában a sátán kísértéseit, „ajándékát", a földi hatalmat elutasította; majd bárányként fogadta el Isten tervét, a kereszthalált, mely után az Atya megdicsőítette őt a feltámadás által, és ültette őt a maga jobbjára a Mennyekben. 
Ádám és Éva tettének büntetése a halál, Jézus áldozatának ajándéka az örök élet. Bár szűk az út, aki követi Jézust, üdvözül. Az örök élet elérésére csak Jézus Krisztuson keresztül van lehetőség. Jézus vére azért folyt ki a kereszten, mert „vér kiontása nélkül nincsen bűnbocsánat". Jézus bűn nélkül élt a földön, az ő vére bűntől mentes, tökéletes áldozat. „Mivel a bűn zsoldja a halál", neki nem kellett volna önmagáért meghalni. A Róma 6:23 viszont folytatja: „az Isten kegyelmi ajándéka pedig az örök élet Krisztus Jézusban, a mi Urunkban". Tehát ez a vér alkalmas, hogy eltöröljön minden bűnt. Ezért járt Isten Fia a földön. „Aki hisz a Fiúban, annak örök élete van", mondja János evangéliuma 3:36.
Krisztus halála pillanatában – az evangélium szerint – a jeruzsálemi nagytemplom szentélyének függönye kettéhasadt, –  és a teológusok alapján – itt ért véget az „Ószövetség", hogy a bűnért állatáldozatot kell bemutatni, és elindult az „Újszövetség”, amikor Krisztus áldozta fel önmagát az emberek megváltásáért és egyben egy olyan folyamat, amivel a megtérő „pogányoknak” is lehetővé vált Isten ismerete és az üdvösség.

## Hatása, a kereszténység kialakulása

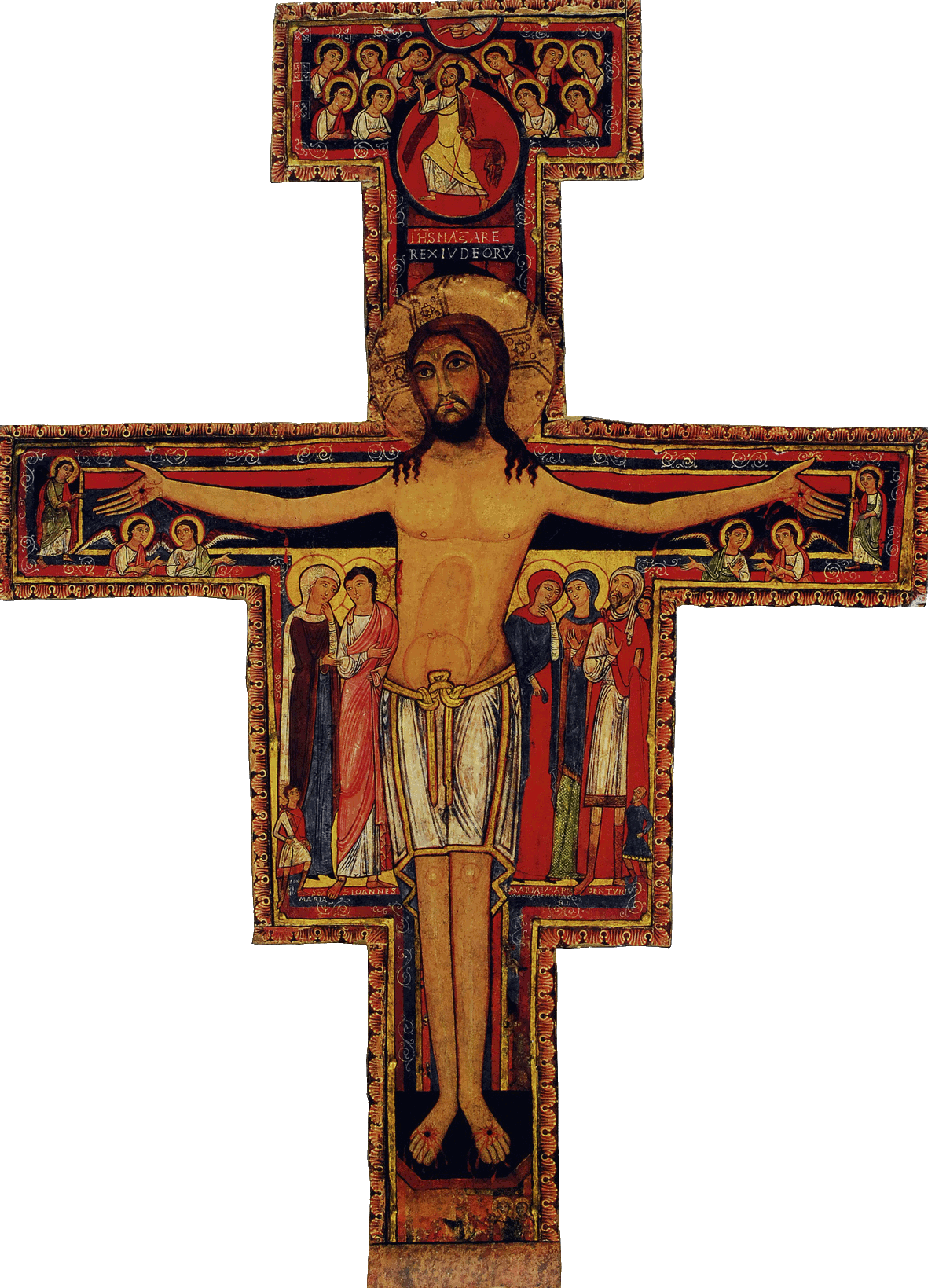
Assisi, San Damiano keresztje

Jézus tanítása és beszédei megismertették az emberekkel a szelídség fogalmát, amely a „szeresd ellenségeidet” tanításában látszik legjobban.
Követői közül elsőként István vált vértanúvá, akinek története is azt igazolja, hogy a legtöbb esetben hamis vádakkal illették az első gyülekezetet, amely nem volt erőszakos és hatalomra törő. Jeruzsálemben az ősegyház követte a zsidó előírások többségét: a Templomban imádkoztak, tartották ennek megfelelően a parancsolatokat, csak Jézus személyét illetően bocsátkoztak vitába. Bár a zsidók közül csak kevesen követték az embertársi megértésre irányuló tanításait, azonban Péter apostol több ezer honfitársat keresztelt meg Krisztus kereszthalála után. Míg Pál apostol hatására a diaszpórában az istenfélők – zsidó hagyományokat követők, és a prozeliták (pogányok közül zsidó hitre betértek) – közül sokan csatlakoztak a városokban létrejövő keresztény közösségekhez. A pogányok között kifejtett tanítás hatására és jelentős eredményeikre tekintettel a környező provinciákban egyre nagyobb teret nyertek.
A 66-ban kitört római–zsidó háború elől a hagyományok szerint a Jordánon túl lévő Pellába menekültek azok, akik a fővárosban a keresztény közösséghez tartoztak. Mivel Iosephus Flavius ebben a tekintetben sem említi őket külön, hatásuk ekkor a többi irányzathoz képest még jelentéktelen lehetett. Bar Kohbát a 2. zsidó háború (132–135) parancsnokát Akiba ben Jószéf vallási vezető Messiásnak ismerte el, és erre szólított fel mindenkit. Ezért azok a 'zsidó' követői, akik Jézust már közel egy évszázada Messiásnak vallották, elmenekültek az országból. Akik keletnek vették az irányt, hatásuk még jelentéktelenebb lett vallási szempontból, többségük viszont beleolvadt az akkor már jelentős számú és létszámú Pál apostol által alapított közösségekbe.
Bár a Római Birodalom keleti felében sokkal többen követték már a keresztény tanokat, Rómában is igen korán (50 körül) létrejött egy közösség. Talán Péter és Pál apostolok személyes hatására is tekintettel, lassan vezető szerephez jutott a birodalom fővárosának gyülekezete. Ezekben az évtizedekben görög nyelven megszülettek az evangéliumok, amelyek hatására, az egyszerű nép fiaitól kezdődően a műveltebb rétegek körében is elfogadottá vált a keresztény életszemlélet. Bár több üldöztetést szenvedtek el az egyház különböző részei, közösségei, azonban ezeket általában megerősödve vészelték át. Sok különféle hatás eredményeként a Római Birodalom vezetői között is egyre nagyobb számban követték az új vallást. A legtöbben közülük először csak pragmatikus okokból váltak a vallást követőkké, azonban sokan jobban megismerkedve Jézus Krisztusnak az írásokból és egyházából áradó kisugárzásával, később megerősödtek, és szilárdak maradtak hitükben, így egyre elfogadottabbá vált az ország minden régiójában. Időközben a kereszténység átlépte a birodalom határát is, a második században már kimutatható néhány környező ország vallási palettáján. Az első időkben (1. század) még megtűrt, ’értelmetlennek tűnő' (1. Kor. 1–23) vallás, később polgárjogot nyert, majd vezető szerephez jutott szokatlanul rövid idő alatt. Az első néhány tanítvány helyébe ezrek majd százezrek, később milliók léptek.
Konstantin római császár vallásszabadságot biztosított a keresztényeknek milánói rendeletében 313 február 3.-án keltezve. I. Theodosius pedig 380-ban a Római Birodalomban államvallássá tette a kereszténységet. Ezek fontos állomásai voltak annak a folyamatnak, aminek a révén a világ legnépesebb és ugyanakkor legnagyobb hatású vallásává nőtt. Ennek tudatában kijelenthető, hogy Jézus a világtörténelem legmeghatározóbb és leghíresebb személye mind a mai napig.

## Életéhez kapcsolódó ismeretek

### Születésének és keresztre feszítésének dátumai

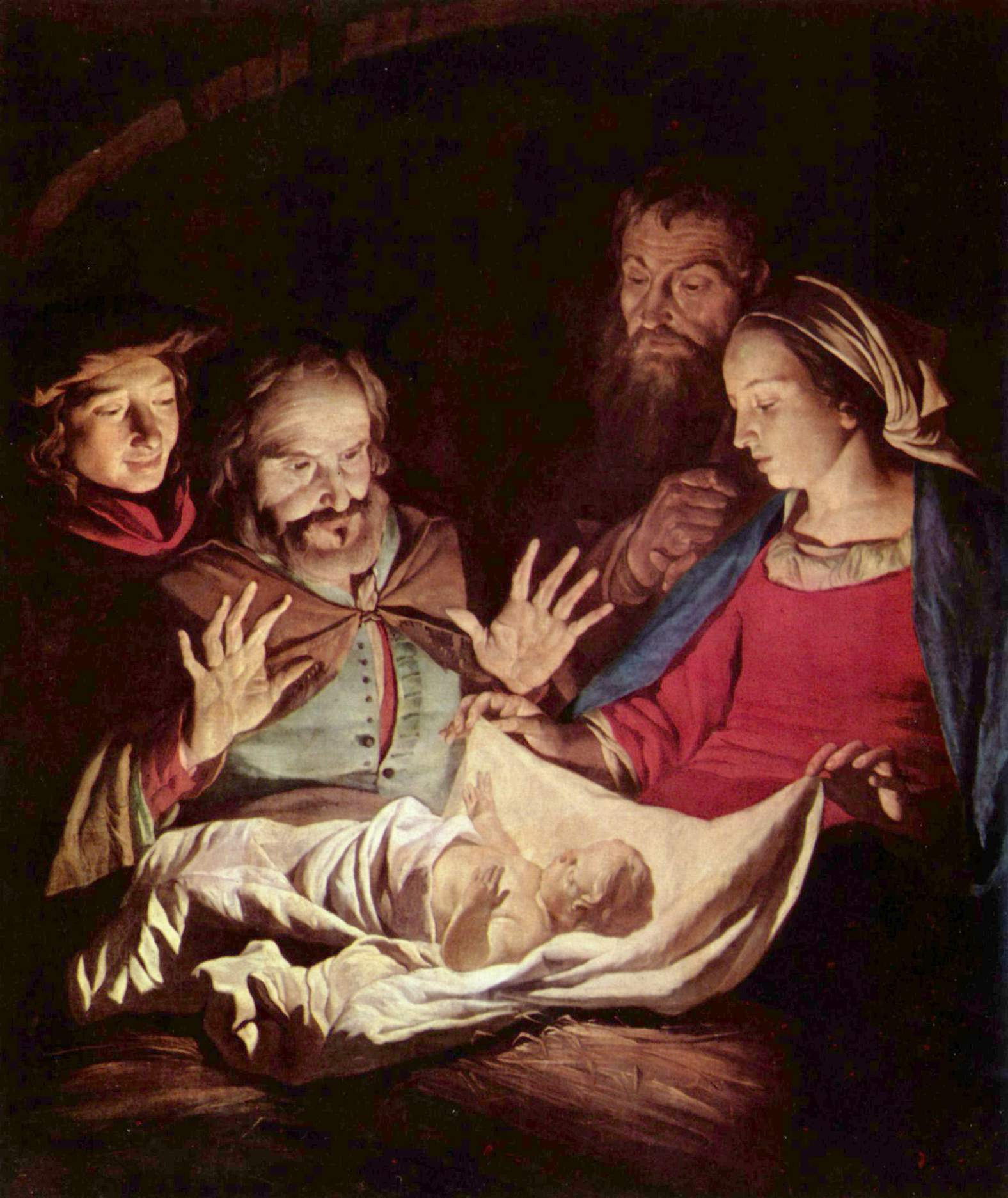
Jézus születése
Matthias Stom: A pásztorok imádása

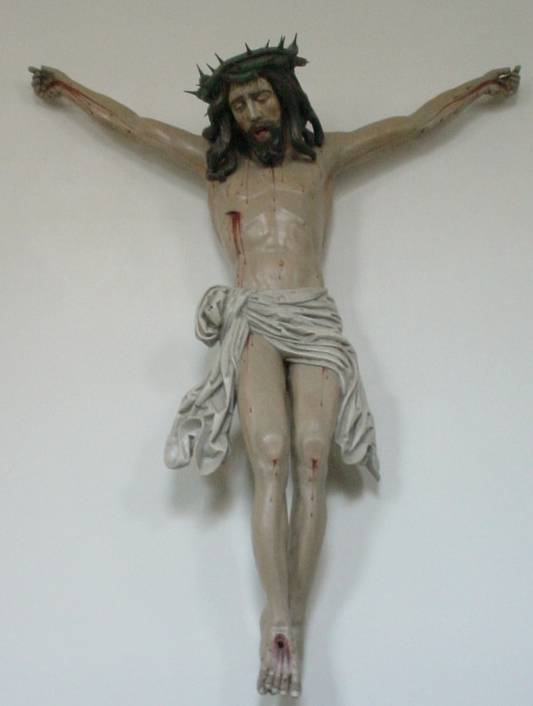
A megfeszített Jézus
Szent Márton templom (Biberach, Németország)

Dionysius Exiguus szerzetes Jézus születését – minimum négy év eltéréssel – Róma alapításának 754. évében határozta meg. Ezzel meghatározta a nyugati keresztény időszámítás (aera vulgaris) kezdőpontját.
Jézus születésének és keresztre feszítésének adatait legrészletesebben az evangéliumok tartalmazzák, de ezek többnyire nagyobb léptékű, összefoglaló jellegű és személyes beszámolók, nem pontosan dátumozott, tudományos igényű munkák, általában közvetett módon közölt (bizonyos, ismertebb eseményekhez, pl. egy uralkodó regnálásához kötött) és az idő teltével egyre kevésbé pontosan értelmezhető időadatokkal, Jézus születésének és keresztre feszítésének pontos dátumát illetően jelentős viták alakultak ki még a keresztény hittudósok között is.

#### Születés és egyházi hagyományok
Máté evangéliuma Jézus születését Heródes király – aki elrendelte a két év alatti kisgyermekek lemészárolását – idejére teszi. (Máté 2,16) A zsidó történész, Iosephus Flavius beszámolója szerint röviddel Heródes halála előtt holdfogyatkozás volt. Asztronómusok ezt a holdfogyatkozást i. e. 4–re teszik, ami alapján Jézus legvalószínűbben i. e. 6-ban született. Lukács evangéliuma viszont Jézus születését a szíriai Cirénius helytartósága alatt tartott népszámlálás idejére teszi. Iosephus szerint ez i. sz. 6-ban történt. E két eltérő beszámoló közötti ellentmondások feloldására számos magyarázat született. Némelyek azt gondolták, hogy Iosephus tévedett, és Ciréniusnak volt egy másik, rövidebb uralkodása Heródes idején is, vagy hogy Iosephus a népszámlálás befejezési idejéről számolt be. Mindenesetre Jézus születésének pontos dátuma történelmileg ellenőrizhetetlen.

##### Születési éve
Születésének időpontját először Dionysius Exiguus számította ki a 6. században az akkor legnépszerűbb Lukács-evangélium alapján. Ebben az áll, hogy Jézus Tiberius uralkodásának 15. évében keresztelkedett meg. Exiguus Lukács egy másik adata alapján számolta ki a születési időpontot, abból, hogy Jézus körülbelül harmincéves volt ekkor. Dionysius még Lukács alapján is elszámolta magát, mivel Tiberius 15. uralkodási éve 28–29-re esik, így a születési dátum az i. e. 2. vagy i. e. 1, nem az i. sz. 1. évre. Máté evangéliumának eleje alapján azonban Jézus születésekor Heródes még életben volt, ezért Jézusnak i. e. 4 előtt kellett születnie. Ezen felül semmi sem bizonyítja Dionysius feltevését, hogy Jézus a keresztelkedésekor pontosan harmincéves lett volna. A harmincadik életév betöltése abban az időben a zsidó közösség vezető pozícióijának betöltéséhez volt szükséges feltétel – ekkortól válhatott valaki rabbivá – tanítóvá. A lukácsi harmincéves adat inkább úgy értelmezhető, hogy Jézus elmúlt már harmincéves a keresztelkedésekor. Erre utal a János evangéliumban található mondat is, amely szerint még nem volt ötvenéves. Halálának időpontjáról nincs közelebbi adat, mint hogy Quintus Pontius Pilatus procuratorságának idején, 26 és 36 között kellett történnie. Tehát Jézus i. e. 4 előtt született meghatározhatatlan idővel és i. sz. 26–36 között halt meg. Tekintettel azonban arra, hogy a János evangélium szerint halálának évében, a pészah első napja és a szombati ünnepnap egybe esett, ezért a csillagászati adatok alapján az i. sz. 30 év a legvalószínűbb. Ha Jézus tényleg 30 évesen lépett volna fel és három év működés után feszítették meg, akkor ennek alapján is korábbi születési dátum adódik.
A legújabb kutatások kimutatták, hogy Jézus születésének ideje és története az első követők számára nem bírt jelentőséggel. A halála után évtizedekkel kitörő hitviták során arra a vádra, mely szerint házasságon kívüli kapcsolatból született volna, elterjedt egy olyan hagyomány, amely az evangéliumokban is rögzítésre került a későbbiekben. Ez szoros összefüggést mutat a Tóra második könyvének második fejezetében lejegyzett, Mózesnek, az Ószövetségben szűkszavúan megfogalmazott születéstörténetének a hagyományokban kibővült változatával.

##### Születés napja
A hagyomány nem őrizte meg Jézus születésének kalendáriumi napját. Az első századokban az Egyház az epifániát vízkereszt ünnepén, az emberré vált Isten világra jövetelének misztériumát ünnepelte. A Katolikus egyházban Jézus születésnapját már a niceai zsinat (325) előtt ünnepelték, de ennek a megemlékezésnek még ott sem volt egyértelműen meghatározott napja. Alexandriai Szent Kelemen (3. sz.) szerint máj. 15., Szt. Epiphaniosz (310–403) és mások szerint január 6. volt ez a nap. Ezekből az adatokból azt a következtetést lehet levonni, hogy a Jézus születéséről való megemlékezés csak a második században alakult ki. Az antiochiai Teofiliusz (171–183) egy feljegyzésében megemlíti, hogy a gaulok azt állítják, hogy mivel ők az Úr születéséről december 25-én emlékeznek meg, úgy a húsvétot március 25-én kellene megtartaniuk. 202-ben Hippolitusz a Dániel könyvéhez írt magyarázatában azt írta, hogy Jézus Augustus császár 42. évében, december 25-én, egy szerdai napon született Betlehemben. (Számunkra feltűnő módon nem írt semmilyen ünneplésről.) Az akkori kor szellemét egyébként jól tükrözi az, hogy Órigenész a 245-ben, Mózes harmadik könyvéről írt nyolc hitszónoklatában erőteljesen elítéli Jézus születése megünneplésének még a gondolatát is. A következő évszázad során azonban az ősi pogány szokások lassan-lassan fellazították ezeket a józan életszemléleteket.
Az egyház, a negyedik század előtt kezdte megünnepelni Istennek Jézus képében, emberi alakban való megjelenését. Ez a január 6-án tartott ünnepi lakoma eredetileg az istenség láthatóvá válását (teofánia) (mint például Ésaiás 6:1, vagy az égő csipkebokor) ünnepelte és Epifániának (Vízkereszt = a Szentlélek galamb formájában való leereszkedése Jézus megkeresztelésekor) hívták. Az ünnepség később, Jézusnak 350-ben december 25-re rögzített születésnapjával kezdődött, majd a későbbiekben már vízkeresztig, tizenkét napig tartott. A katolikus egyházban elsősorban a háromkirályok tiszteletének, a keleti keresztény egyházakban pedig Jézus megkeresztelkedésének az ünnepévé vált. Magába foglalta a Jézus születéséről, a napkeleti bölcsek látogatásáról, Jézus gyermekkoráról és megkereszteléséről (a Jordán folyóban) való megemlékezéseket, és a kánai menyegzőn véghez vitt, első csodáját.
Rómában a téli napfordulónak hagyományosan nagy jelentőséget tulajdonítottak és az év e legrövidebb napján ünnepelték a nap visszatérését, ami a Julianus-féle naptárban december 24-ére esett, ugyanúgy, mint az ősi napisten, Mithrász fesztiválja. Ez a hagyomány nagymértékben hozzájárult ahhoz, hogy az Epifánia római megfelelőjét a 4. század elejére már hivatalosan is ezen a napon ünnepeljék mint Jézus születésének napját. Annak ellenére, hogy a szírek és örmények (akik kitartottak a január 6-án tartott vendégség mellett) a rómaiakat napimádó bálványimádással vádolták, a római császár 400-ban birodalmi parancsában elrendelte, hogy a színházak vízkeresztkor, húsvétkor és karácsonykor zárva legyenek. Továbbá I.(Szent) Gyula pápa 350-ben nyilvánította december 25-ét a Jézus születésnapjává, ami addig a Legyőzhetetlen Nap (Sol Invictus) istenének, Mithrásznak a születésnapja, illetve annak ünnepnapja volt.
A keleti és nyugati szokások közötti ezen különbségek idővel kialakították a tizenkét napos karácsonyi ünnepet, ami Jézus születésének a latin december 25-i időpontjától a bizánci január 6-ig tartott, magába foglalta a Háromkirályok és a Vízkereszt, valamint a kánai menyegzőn történt csodát is. (Az ónaptárat használó keleti keresztény egyházaknak így a Gergely-naptár szerinti január 6-án kezdődik a karácsony, mivel a Julianus-naptár jelenleg 13 nap késésben van a Gergely-naptárhoz képest.) Magyarországon gyakori, hogy az emberek kellemes karácsonyi ünnepeket kívánnak egymásnak.

##### Születése a messiási zsidók között
Egy jól megalapozott magyarázat messiási zsidók között – teljesen új fényt vet az Úr születésének dátumára. A bibliai szöveg mélyre ható vizsgálata Jesua/Jézus/אעושי születéséről és előzményeiről eléggé valószínűsíti, hogy az Úr születése szukkot/sátrak ünnepén volt.
A gondolatmenet a következő:
1. Lukács 1:5-,8-9 szerint Zakariás pap Abia munkabeosztása szerint szolgált a Templomban. Ez a munkabeosztás az 1.Krón. 24,10-ben olvasható: "A ...nyolcadik sorshúzás Abijára esett." (Az ezt követő kilencedik papi szolgálatot egyébként egy Jesua nevű pap végezte.)
2. Zakariás ill. Abia ’műszakja’ a nyolcadik volt, meghatározva a negyedik hónap tammuz/אזומת második felére. Bibliai évszámítás alapján összesen 24 papi ’műszak’beosztás van egy évben, az első mindig – niszán/א1סינ az első hónapban. Minden ’műszak’ két hétig tartott.
3. A Templomban való szolgálati idejének lejárta után Zakariás együtt volt feleségével Luk. 1,23-, minek következtében Erzsébet várandós lett; ez az av/אבא hónap első napja.
4. A hatodik terhességi hónapjának kezdetén Luk. 1,26-,-36 az ő rokona, Mária lett várandós. Ez a tevet/אתבט hónap első fele. Mária sietve ment az eddig gyermektelen Erzsébetet meglátogatni, 39-ik vers. Akkoriban ez az út Názárettől Ein Kerem-ig (Jeruzsálemnél) néhány napig tartott. Amikor Erzsébet Jánost megszülte, Mária terhességének harmadik hónapja betelt, 56-57-ik versek.
5. Így János pontosan a niszán hónap közepén született, tehát páska/אחספ ünnepén, amikor a zsinagógában a ’nagy sabbatkor’ Malakiás 3,23-at olvassák fel: "Lásd, elküldöm hozzátok Élijah/Illés prófétát, mielőtt eljön az Örökkévalónak nagy és félelmetes napja." Az útkészítője és elő hírnöke a Messiásnak megszületett, akiről a Luk. 1,17-ben ez áll: "...és előtte jár az Élijah/Illés Szellemével és erejével."
6. János születése után hat hónappal tisri/אירשת hónap közepén (holdtöltekor) megszületett Jesua/Jézus, a szukkot/sátrak ünnepén. Kilenc hónap – Mária terhességének kezdetétől amely tevet közepén indult – kiadja pontosan tisri 15-ét, szukkot ünnepét.[60]

#### Születése és a tudomány
Teres Ágoston csillagász szerint Jézus legalább két évvel Heródes király halála előtt, azaz időszámításunk előtt 7-ben született és az evangéliumi feljegyzés szerint a napkeleti bölcsek a Jupiter és a Szaturnusz együttállását láthatták. Csillagászati számítások szerint a megadott időszakban csak egy látványosság volt látható az égbolton, mégpedig a Jupiter és a Szaturnusz együttállása a Halak csillagképben.
A Halley-üstökös i. e. 6-ban körülbelül 70 napig volt látható az égbolton. Sokan úgy vélik, hogy ez az égi jelenség lehetett vagy volt a Máté 2-ben megemlített „Csillag”, ami a napkeleti bölcseket Betlehembe vezette. Ez azonban a télidő helyett nyárra helyezné Jézus születésének idejét, mivel az üstökös ebben az időszakban volt érzékelhető akkor a megfigyelők számára. Ezt az elgondolást azért is támogatná néhány exegéta, mivel nehéz elképzelni azt, hogy a pásztorok télen, (Lukács 2,8 szerint) a szabad ég alatt őrizték volna nyájukat. Azonban más írásmagyarázók arra hívják fel a figyelmet, hogy a pásztorok máshonnan is érkezhettek „ gyorsan „ (Jerome Kodell, O.S.B. : Lukács kommentár – elte.hu). Más források szerint a Jupiter és a Szaturnusz i. e. 7-ben történt nagy együttállása az alapja a betlehemi csillagnak. Könnyen beláthatja mindenki: ahogy manapság sem vezet egy irányba, valamely településre egy üstökös égbolton leírt pályája vagy a bolygóegyüttállás, úgy az ókorban sem. Viszont már akkor is előszeretettel vontak párhuzamot égi és földi események között. Az evangéliumban lejegyzett események csillagászati összefüggése nem bizonyítható. Az ilyen dolgok túlmisztifikálásától azonban már Pál apostol erőteljesen óvott: Titusz 1,14. és még más levelekben.

### Életkora
A Jézus születése körüli bonyodalmak azonban egyszerűen értelmüket vesztenék, ha figyelembe vesszük, hogy a legrégebben keletkezett Márk evangéliuma nem tartalmazza Jézus születését és gyermekségtörténetét. Így az ezekből levont konzekvenciák ezekre az időpontokra és történésekre mind fikciónak tartják egyes bibliakutatók. Ő szerintük az evangéliumokban található egyéb utalások is mind egyértelművé teszik, hogy az eddig elfogadottnál jóval idősebb volt Jézus, mint azt hagyományosan sugallták. János evangéliumában olyan részletek találhatók, amelyek arra utalnak, hogy több helyen is szemtanú nyilatkozik meg. Az egyik ilyen jelenet a 8. fejezet, ahol a vita hevében azzal vádolják Jézust, hogy még „ötven” éves sincs. Rabbinak szólították, (összesen 57-szer az evangéliumok tanúsága szerint) márpedig rabbi-tanítvány csak harmincéves életkor után lehetett valaki a Talmud szerint és ennek megfelelően Jézust rabbinak csak jóval ezután szólíthatták. Önállóan, külön házban lakott, ami szintén igazolása annak, hogy negyvenéves elmúlt, mivel tanítványokat csak ekkor fogadhatott. A hagyományok is olyan eseményekről tudósítanak Jézus rokonait és családját említve, amely születését az időszámítás előtti évtizeden túlra helyezheti. Jézus az előbbiek szerint i. e. 13-ban születhetett. Más bibliakutatók szerint létezhetett egy "Q"-nak (quelle) elkeresztelt forrás irat, amely Jézusról összegyűjtött beszámolók, szemtanúk tanúvallomásai, amely egyre bővült, így lehetett az, hogy Jézus gyermekségére még nem állhatott megbízható adat a Márk evangélium megírásához.

### Keresztrefeszítésének időpontja
A keresztrefeszítés időpontja a mai napig kérdéses és viták tárgya. A pontos dátum kiszámítását problémássá teszi a szinoptikus (egybehangzó) evangéliumok és János evangéliumának beszámolói közötti eltérések. Az előzőek leírása szerint az Utolsó vacsora egyértelműen a zsidó peszáchi (húsvéti) bárány elfogyasztását jelentette (Mózes 2. könyve, 12,1 emlékezetére), amit a zsidók a régi évszámítás szerinti első hónapjának 14. napján, csütörtök este és éjjel (a zsidó napok naplementétől naplementéig – az első három csillag megjelenéséig az égbolton – tartanak) azaz a zsidó Nisan hónap 15-én tartották. A másnapi keresztre feszítés így még mindig Nisan 15-én, de már pénteken történt. János azonban úgy írja le ezt a történetet, hogy Arimathiai József – Pilátus engedélyével – Jézus holttestét még az ünnepi előkészületek miatt helyezte el a közeli új sírba (János 19,42), ami azt jelenti, hogy az Utolsó Vacsorát legkésőbb a zsidó Húsvét előtti estén tartotta Jézus tanítványaival. Ennek az ellentmondásnak a feloldására számos kísérlet történt.
Egyfajta magyarázatnak tűnik az, hogy (János 13,1) Jézus tudta, hogy eljött az utolsó órája és emiatt az Utolsó Vacsorát előbbre hozta keddre vagy szerdára (ilyen módon több idő juthatott a keresztre feszítés előtti eseményekre is.). Másfajta magyarázatot nyújthat, ha figyelembe vesszük, hogy az esszénusok nem a hagyományos zsidó holdnaptár szerinti időszámítást alkalmazták, hanem egy attól eltérő, szolikus naptárt. A Vatikán jóváhagyásával, Jean Danielou bíboros úgy nyilatkozott, hogy Jézus utolsó vacsorája valójában esszénus naptár szerint tartott húsvéti lakoma.
Fontos egyezés az evangéliumok között az a tény, hogy a keresztrefeszítés Quintus Pontius Pilatus kormányzása idején történt 26 és 36 között. Ebben az időszakban Nisan 14-e (János alapján) csak 27-ben, 30-ban, 33-ban és 36-ban esett péntekre. Érvek szólnak mindezen évek mellett: Lukács evangéliuma megemlíti, hogy Jézus körülbelül 30. évében, Keresztelő Szent János pedig Tiberius császár 15. évében kezdte el nyilvános munkásságát. Ha elfogadjuk i. e. 6-ot Jézus születési évének, akkor ez a nyilvános működés kezdetét Jézus esetében 26-ra teszi, Keresztelő Szent János esetében pedig 29-re, ez azonban ellentmond annak az evangéliumokban foglaltaknak, hogy János már vízkeresztelt, amikor Jézus színrelépett. Tiberius 14-ben lett császár, azaz túl későn Jézus működésének kezdetéhez viszonyítva, mivel János evangéliuma három különböző húsvétot említ meg Jézus nyilvános élete során (azonban ezek a beszámolók utalhatnak Jézus korábbi, kötelező zarándoklatainak történéseire is). Emiatt a keresztrefeszítés idejét 33-ra teszik. Emellett szól az az érvelés is, miszerint Seianusnak a zsidók elnyomatására vonatkozó rendeléseit Seianus halála után, 32-ben Tiberius eltörölte, ami jó magyarázatot adhat arra, hogy Pilatus miért engedett akarata ellenére a Jézus kivégzését követelő zsidóknak (amellett, hogy János 19,- 12 szerinti fenyegetést is érthette). Ha azonban elfogadjuk azt, hogy Tiberius uralkodását sokan Augustus császár halála előtti társcsászárságával kezdik (12), akkor Keresztelő Szent János munkásságának kezdetét 26-ra, vagy 27-re lehet tenni, ami Jézus halálának legvalószínűbb időpontját 30. április 7-re teszi. Szükséges figyelembe venni azt a tényt is, hogy Jézus halálának idejében még a szaddoceusok uralták a politikai (szanhedrin) hatalmat, és felügyelték a Templom rítusait. Az ünnepi előírásokat viszont már a farizeusok utódaitól ismerjük, a talmudistáktól, akik ezt írásban csak jóval később, a kultusz megszűnte után rögzítették. Így ha nem is vesszük teljesen figyelembe azokat a számokat, amelyek alapján több milliós zarándoktömegről tesznek említést források: Iosephus Flavius hárommillió áldozóról ír 65-ben, a Talmud hasonló számot mond a Pészahím traktátus 64-ben, a hatalmas mennyiségű bárány leölése miatt, és a nem szigorúan rögzített ünnepi előírásokat figyelembe véve, az eltérések többféle magyarázata elképzelhető.
Tekintettel azonban arra a tényre, hogy a zsidók időszámításukat a Nap és a Hold járására alapozták, dátumaikat holdfázisokban fejezték ki, és a mai naptárakat csak az 5. században kezdték el számításokra alapozni, a korábbi dátumokat, és hogy azok a hét melyik napjára estek, pontosan meghatározni csaknem lehetetlen. Az evangéliumok alapján Jézus halálát 33-ra is lehet tenni. A zsidók az első háború előtt a régi naptárt használták, amelynél Niszán hónap az első volt a gyakorlatban is. Mivel Mózes III. 23. szerint az évkezdettel egy időben (a tavaszi nap-éj egyenlőséget követő első újholddal kezdődő újévtől és hónaptól) a hetek számlálását is újrakezdték. Így akkor a szombat és peszách mindig egybeesett, péntek volt az előkészület napja (csütörtök estétől, de sokan már ekkor elfogyasztották a bárányt, mivel a bizonytalanság miatt – nem számítás, hanem megfigyelés volt az alap – 2 napos ünnep volt és ma is az!). Mivel a főpapok Pilatust a császár barátja cím elvételével fenyegették meg, így arra utaltak, ami a szomszédos Egyiptomban történt előtte egy évvel. 32-ben két helytartó is a barátság elvesztése után a székétől is meg lett fosztva. Így hát Jézus halála – a 33. év a tavaszi nap-éj egyenlőség után az újhold megjelenését követő 14. nap délutánja.

### Feltámadása

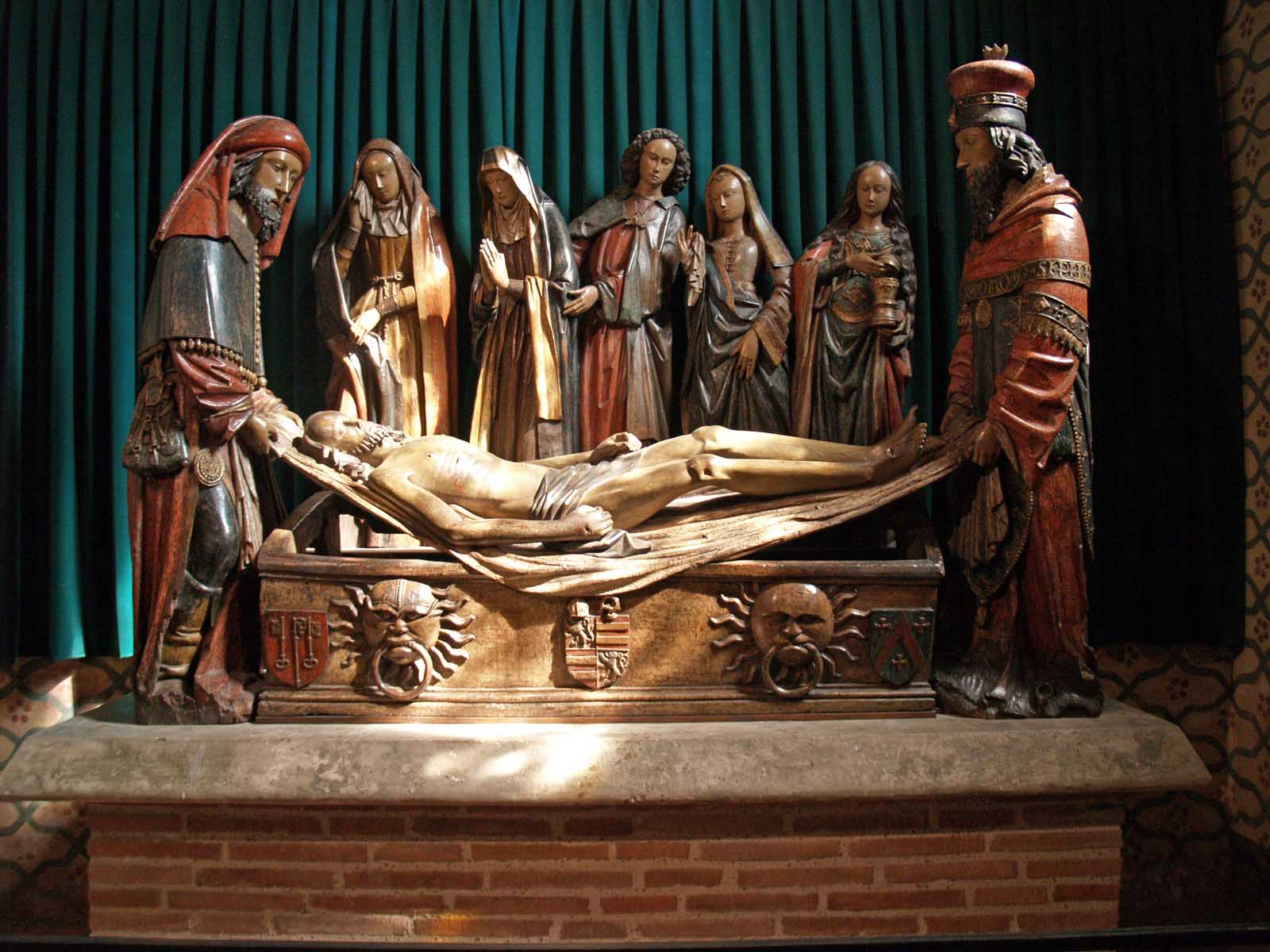
Sírbatétel
Saint Pierre de Moissac apátság, Franciaország

Az Újszövetség, különösen az evangéliumok tanítása szerint Jézust a keresztre feszítésének harmadnapján Isten feltámasztotta. „Mert a miképen Jónás három éjjel és három nap volt a czethal gyomrában, azonképen az embernek Fia is három nap és három éjjel lesz a föld gyomrában.” Máté 12,40 Ez az az esemény, amit a keresztény szóhasználatban „Jézus Krisztus feltámadása”-ként említenek, amit a keresztények minden évben húsvétkor megünnepelnek és amit egy, a hitük központját képező történelmi tényeként kezelnek.
A feltámadás olyan nagy jelentőségű a kereszténység számára, hogy tudatosan elkülönültek a zsidóktól a böjti napjaiktól (akikkel az első századokban még gyakran összetévesztették őket), és az akkori csillagászati hét – heméra hélion, dies solis – napjainak imádkozási formáiban is, de legfőképpen a heti ünnepnap tekintetében. Nagy Konstantin idején, annak 321. július 3-án kelt rendelete alapján (amelyet a később összegyűjtött törvények jegyzékéből ismerünk: Codex Theodosianus 2. könyv 8. fejezet 1.) a hét hetedik napja – Sabbath, azaz szombat – helyett a következő nap, vasárnap lett a hét fő istentiszteleti napja. A keresztény hittételek jól összefoglalják ennek a változásnak a történelmi és teológiai folyamatát.
Az orosz nyelvben igen hasonló a vasárnapot jelentő „воскресенье” és a feltámadást jelentő „воскресение” szó. Ennek eredete a Máté 12,40-ben olvasható „három nap, három éjjel”-ben keresendő: Jézus pénteken halt meg, naplemente előtt, így vasárnap éjszakán kellett feltámadnia. (Bár a János-evangéliumban azt olvashatjuk, hogy Mária Magdolna a hét első napján ment ki a sírhoz (János 20,1), az vasárnap volt, hiszen a zsidóknál a vasárnap a hét első napja – ahogy egyébként a katolikus naptárakban is.) Bizonyos mai keresztény szekták a Sabbathnak ezt az önkényes áthelyezését a Mózes 2. könyve 31,14 alapján („Megtartsátok azért a szombatot; mert szent az ti néktek. A ki azt megrontja, halállal lakoljon. Mert valaki munkát végez azon, annak lelke irtassék ki az ő népe közűl.”) Isten előtt irtózatos bűnnek tartják, és némelyek a Fenevad Bélyegének vélik.

#### A feltámadásról másként gondolkodók
Meg kell azonban említeni azt is, hogy a kereszténység egyes iskolái gyakran nem fogadják el Jézus testben történő feltámadásának tényét, hiszen Jézust a tanítványai sem ismerték fel szemük által látva, s maga Jézus figyelmeztette őket, hogy ő az, akit látnak (Jn 20:11-18; Lk 24:25-27). Magát a feltámadást senki sem látta. A korszerűség hatása alatt álló keresztények, a feltámadást a reménység vallásos jelképeként értelmezve, annak történelmiségét viszonylag jelentéktelennek tartják. Így ők a feltámadást jelképes és lelkileg tápláló hitregének vagy mítosznak gondolják. Az ilyen nézeten lévők tagadják Jézus szó szerinti feltámadását, de úgy vélik, hogy ez egyáltalán nem számít. A jelentősebb képviselői ennek a szemléletnek például: John Shelby Spong, New Jersey-i kálvinista püspök, (’Miért kell a kereszténységnek megváltoznia vagy meghalnia?’, ’Asszonytól született’) könyveiben az ortodox nézeteket vitatja. Rudolf Bultmann, teológus írásaiban a mitikus forrásokra hívja fel a figyelmet. Karl Herbst szerint Jézus minden feltétel nélkül csupán ember volt. Az ő nyomdokán haladó Gromon András ’Ki dobja az első követ’ – című könyve a vallási hiedelmeket és a való életet veti össze. A ’Hogyan keletkezett a húsvéti hit’ – című írásában azt állítja: Jézus nem halt meg a kereszten; a sírban magához tért; Arimatheai József elvitte és elrejtette! Okfejtése azonban önellentmondásos, és csak az evangéliumokra építkezik, megfeledkezik Pál apostol leveleiről. A nem keresztény írók, teológusok, Jézus feltámadását csupán hitregének, képzelt dolognak, vagy egyszerű kitalálásnak vélik. Azt állítják, hogy látomásaik voltak az apostoloknak, s ezekben Jézus feltámadottként jelent meg, vagy belső lélektani folyamatok eredményeként alakult ki bennük a feltámadás hite. A legtöbb modern gondolkodású kritikus, mint például Vermes Géza, a kereszténység valódi alapítójának Pál apostolt tartja, a hagyományos zsidó állásfoglalással egyetemben.
Az Utolsó Napi Szentek egyház tagjai hisznek abban, hogy Jézus nem sokkal feltámadása után a nefiták közt végzett személyes szolgálatot az amerikai földrészen.

## A történeti Jézus

### Írott források

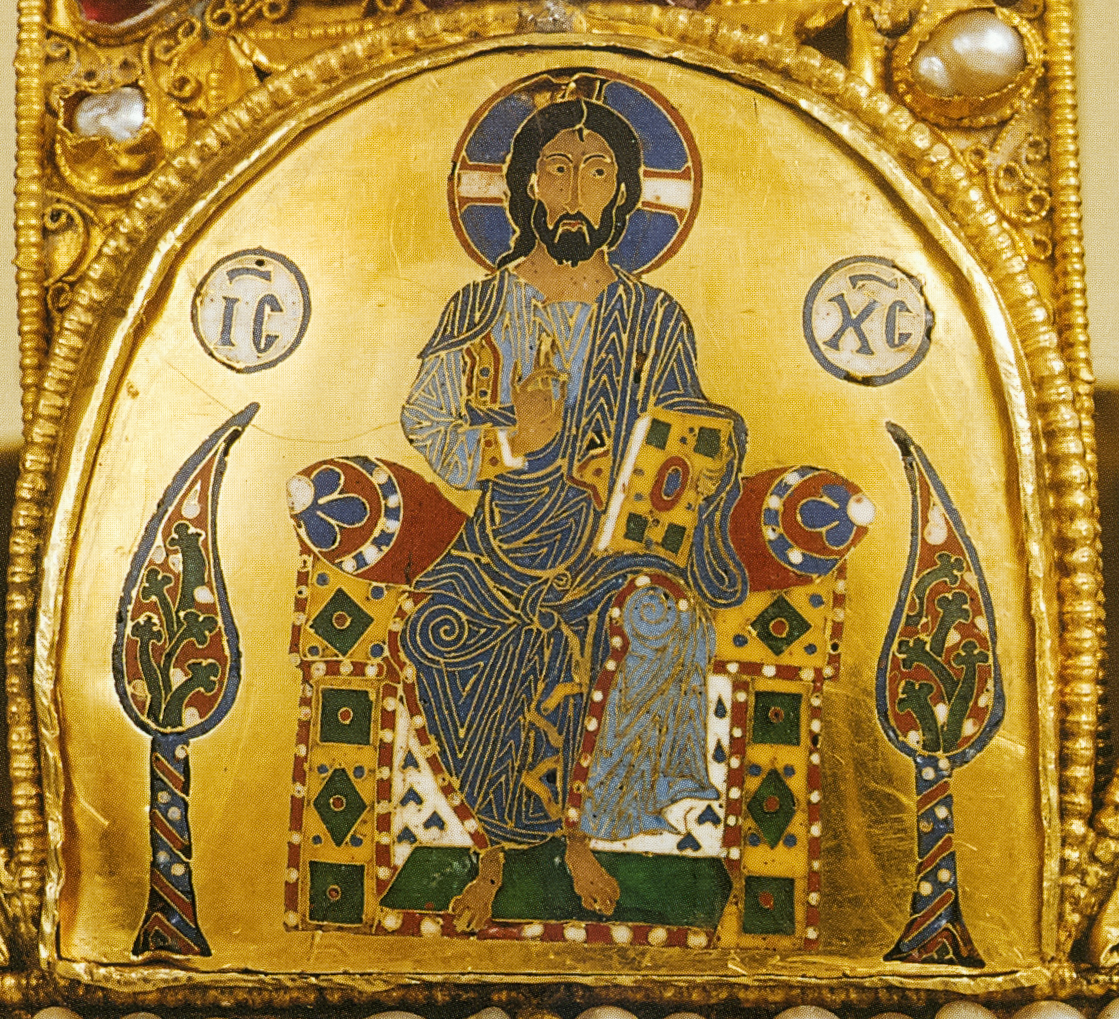
A magyar Szent Korona Pantokrátor-ábrázolása

Jézus életéről való ismereteink írott forrásai a keresztény egyházak által kanonizált (hitelesnek tekintett) négy evangélium és számos általuk nem elfogadott (apokrif) irat, valamint az 1-2. századból származó néhány római (Tacitus, ifjabb Plinius, Caius Suetonius Tranquillus által írt), és zsidó írásokban (Talmud) található utalás, valamint Iosephus Flaviusé képezi.
- Tacitus (Annales) „Évkönyvek’’ XV. 44. fejezete 115-117 körül került lejegyzésre. Tacitus római történelemről szóló művének első hat fejezete egyetlen példányban maradt ránk, egy jóval későbbi másolatban, mint ahogyan keletkezett, művének a középső fejezetei teljesen elvesztek. Tacitus első latin kiadása Velencében jelent meg, 1469-ben (Brunet, Manuel). Humanisták versengtek műveinek terjesztésében és kommentálásában. Tacitus uralkodók, történészek, állambölcselők tanítója volt három-négy évszázadon keresztül. Műve 16 könyvből áll és Augustus halálától Nero haláláig elemzi és jellemzi a római világ eseményeit. A 16-17. században jelentős hatást gyakorolt az európai történetírásra, de a szépirodalomra is.[77][78]

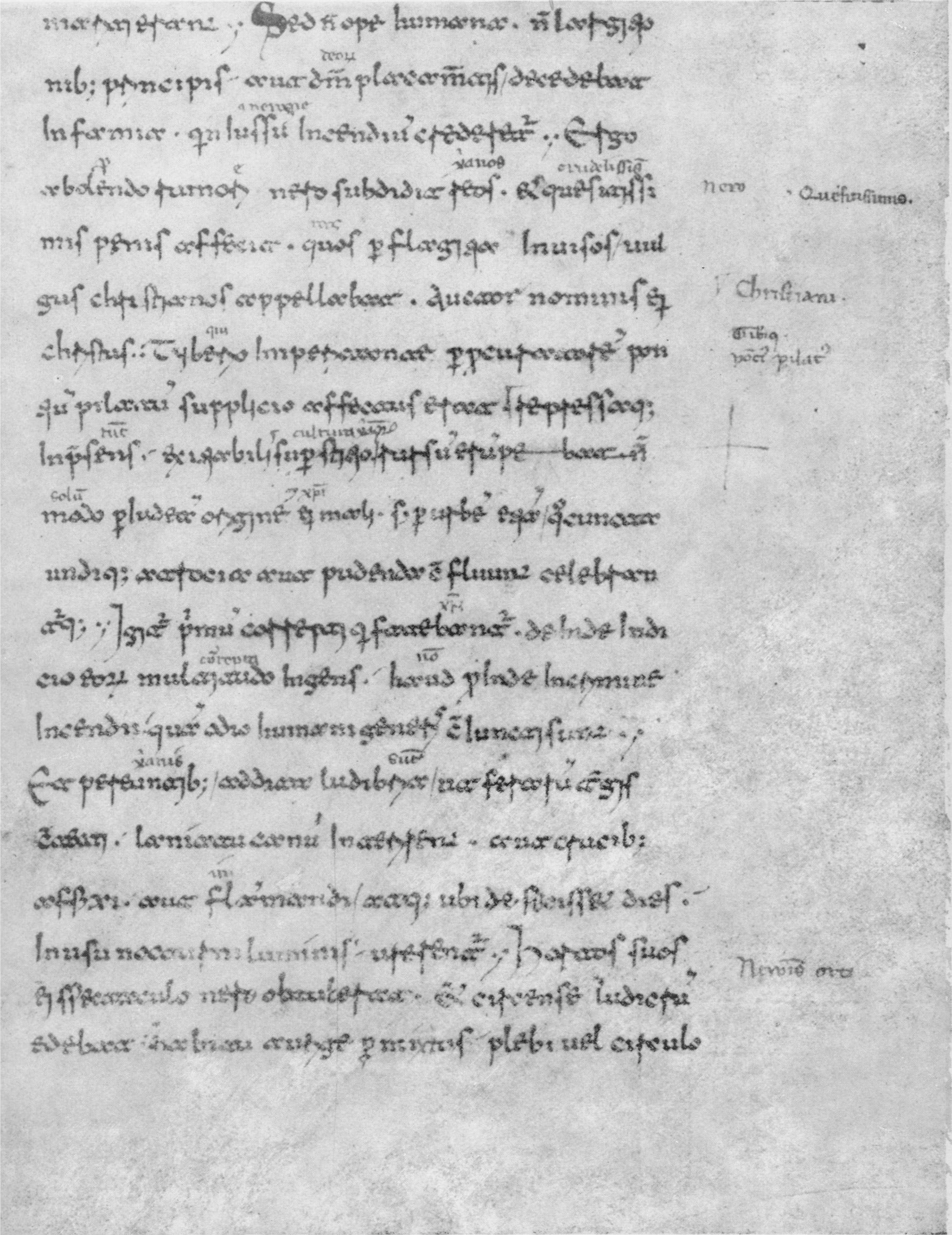
Tacitus Annales XV. 44. kézzel írt 11. századi másolata

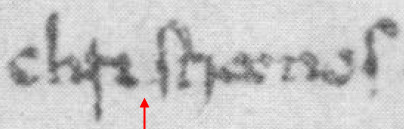
A „christianus" latin szó a 11. századi másolat szövegében

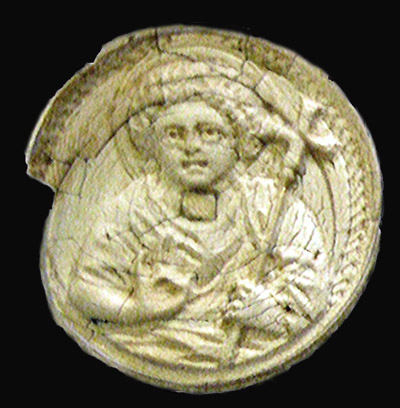
Korai Jézus-ábrázolás: bizánci medalion, 6. század

- Plinius, ismertebb nevén ifjabb Pliniusnak, Bithünia római kormányzójának (112-ben kelt) leveleiből ismerjük az általa 'babonának' titulált valláshoz való hozzáállását, amelyeket Marcus Ulpius Traianus római császárnak írt:

„Mindenüvé elterjedt ez a babona: a városokban, a falvakban és a vidéken.” A keresztények „napkelte előtt összegyülekeznek, hogy Krisztusnak, Istenöknek, dicsőítő éneket zengedezzenek.” (Plin. jun. ep. X. 97.)
- Tralleszi Phlegon pogány író, aki Hadrianus alatt működött (117—138.) a következőket írja:

„A 202. Olympiász negyedik évében (ez az Úr elhalálozási évének felel meg) nagy és minden előbbinél nagyszerűbb napfogyatkozás történt. A nap hatodik órájában olyan sötétség lett, hogy a csillagokat is meg lehetett látni az égen. S Bithyniában a földrengés Nicea városában sok házat rombadöntött.” — Ε csodálatos napfogyatkozásról különben Tertullianus (160 k.) védőiratában ezt mondja: „E világesemény hírét ott őrzitek az állami levéltárban.’’ (Apologetic, c. 21.) (Ez i. sz. 33-ra esik.)
- Suetonius római történetíró, kinek élete Domitianus, Traianus és Hadrianus császárok korára esik (75–160) 'Caesarok élete' című művében,

A Claudius császár életéről ír könyve 25. részben így beszél: „A zsidókat, akik bizonyos Chrestus (Krisztus) izgatására folytonosan lázongtak, kiűzte Rómából Klaudiusz császár.” (Vö.: Ap. Csel. 18, 2.)
Nero élete 16;2 fejezetében utalva a császár által történt üldözésre, a következő olvasható: „ A büntetést a Christianusokra rótták ki, ami egy új és gonosz babonának hódoló emberekből álló osztály.”
- Macrobius az ő tréfagyűjteményében megemlékezik Heródes betlehemi vérengzéséről:

„Mikor Augusztusz arról értesült, hogy ama gyermekek közt, akiket Heródes, a zsidók királya, kétéves koruk előtt meggyilkoltatott, a saját fia is életét vesztette, ezt mondta: Jobb Heródes disznójának, mint fiának lenni.” (Saturn. II. 4.)
- Talmud. A Talmudból a Misna Jebamot 4,3 traktátusa így utal közvetve Jézusra:

„Rabbi Simon ben Azai így szól: Jeruzsálemben egy származási táblázatot találtak, amelyben a következőket olvastam: 'Az a bizonyos ember' egy házasságtörő nőnek törvénytelen gyermeke.”
- Iosephus Flavius. 1. századi római zsidó történetíró és teológus a Zsidók története című könyvében két helyen is utal Jézusra. Ezeket a részeket a történészek szerint a későbbi keresztények a maguk felfogásának megfelelően átszerkesztették.[81] XVIII.3,3

„ Ebben az időben (tudni illik Pilatus helytartósága idején) élt Jézus, ez a bölcs ember, ha ugyan szabad őt embernek neveznünk. Ugyanis csodákat művelt és tanította az embereket, akik szívesen hallgatják az igazságot, és sok zsidót és görögöt megnyert. Ő volt a Krisztus. És ámbár főembereink följelentésére Pilatus keresztre feszíttette, most is hívek maradtak hozzá azok, akik addig szerették. Mert harmadnap feltámadt és megjelent közöttük, mint ahogy Istentől küldött próféták ezt és sok más csodálatos dolgot előre megjövendöltek felőle. S még ma is megvan a keresztények felekezete, amely róla vette a nevét.”
Zsidók története XX.9,1 „...testvérét annak a Jézusnak, akit Krisztusnak neveztek, s még néhány más embert; törvénysértéssel vádolta őket és végül mindet megköveztette.”
- Evangéliumok. Jézus életének a kanonikus evangéliumokban olvasható leírása alapot nyújt Jézus életének és halálának történeti kutatásához. Bár gyakorlatilag teljes az egyetértés közöttük a tekintetben, hogy Jézus valóságos történeti személy volt,[83] abban már koránt sincs egyetértés, hogy az evangéliumok mennyire tekinthetők történetileg hiteles beszámolóknak. Sok történész úgy véli, hogy semmiképpen nem tekinthetők a kérdéses események tárgyilagos leírásának, hiszen az evangéliumokat egyrészt Jézus követői írták és szerkesztették tovább, mégpedig kifejezetten a hit terjesztése, illetve erősítése céljából, másrészt nem első kézből való beszámolók, azaz olyan személyek tollából származnak, akik személyesen nem ismerték Jézust.[84] Leginkább Jézus születési és gyermekkori történeteit vitatják, a feltámadását, és az evangéliumokban említett csodákban kételkednek.[85] Fontos megjegyezni, hogy a fentiekkel ellentétben, a hívők szerint az evangéliumok szemtanúknak, Jézus személyes ismerőseinek beszámolóin alapulnak. János apostol és Máté apostol maguk írták le emlékeiket, Péter apostolét pedig latin tolmácsa, Márk írta le. Lukács evangéliuma részben Pál apostol tanításán alapul, másrészt azonban Jézus apostolait és tanításukat is ismerte.[86]

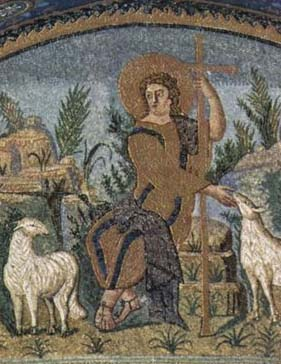
Jézus, a jó pásztor, ravennai mozaik, 5. század

- Holt-tengeri tekercsek  A kereszténység kialakulásának kutatásában fontos esemény volt, az ún. Holt-tengeri tekercsek, vagy más néven qumráni tekercsek[87] felfedezése. A tekercsek és az abban leírtak bizonyíthatóan régebbiek voltak, mint Jézus színre lépésének ideje. Azonosították elsősorban a később, az ótestamentumban összegyűjtött valamennyi könyvnek – kettő kivételével (Nehémiás és Eszter könyve) – a részleteit, a nem kanonizált írások néhány darabját, valamint az esszénus tanítások jó részét. Az esszénus hagyományokat sokan rokonítják Jézus közösségének hagyományaihoz, sőt bizonyos – nem igazolt – nézetek szerint Jézus maga is járt a qumráni településen. Ezeknek az elképzeléseknek azonban szinte semmi alapja sincs. Ugyanis ma már vitatják azt is, hogy a település köthető-e ehhez a zsidó vallási irányzathoz. Megkérdőjelezik az első feltárást végző személyek jóhiszeműségét ebben a kérdésben. De az is kérdéses, hogy a környező barlangokban a település lakói rejtették-e el a fellelt maradványokat. Pál leveleiből és Iosephus Flavius könyveiből ennek az elképzelésnek az ellenkezője bizonyítható. A tekercsek három apró, egyértelműen nem azonosítható darabjára támaszkodva a nemzetközi szakirodalomban megjelentek olyan tanulmányok is, amelyek szerint a kereszténység a Qumránban élő esszénusok szektától és nem Jézustól eredeztethető. Ennek a nagy horderejű állításnak az alátámasztására azonban az eddig előtárt bizonyítékok elégtelennek bizonyultak, és ellentmondtak az igazolható hagyományoknak. Azt vélik egyesek, hogy a Holt-tengeri tekercsek tudományos kiértékelésének bizonytalansága lehetővé teszi újszövetségi írások azonosítását (7Q5–Márk 6:52-53, valamint a 7Q4–I.Timóteushoz 3:16-4:03) miközben a többség Énok könyve részleteinek vagy más írásoknak tartja a kérdéses néhány betű forrását. A többségében pergamentöredékek nagy részének keletkezési idejét a vizsgálatok Krisztus előtti századokra teszik, néhány darabka az első századra datálható a hibahatáron belül: Hálaadó Himnuszok.[88][89][90]

## Különböző nézőpontok Jézusról
Már a korai kereszténység tisztában volt azzal, hogy a számukra a legfontosabbat jelentő Megváltóra: Jézusra nem mindenki úgy tekint, mint ők. Ezt fejezi ki közérthetően Pál apostol: „mi a megfeszített Krisztust hirdetjük, aki a zsidóknak ugyan megütközés, a pogányoknak pedig bolondság... (1 Korinthus 1,23.). Személyének és hatásának értékelése tehát kezdettől fogva nézeteltérésekbe torkollott.

### Keresztény felfogás

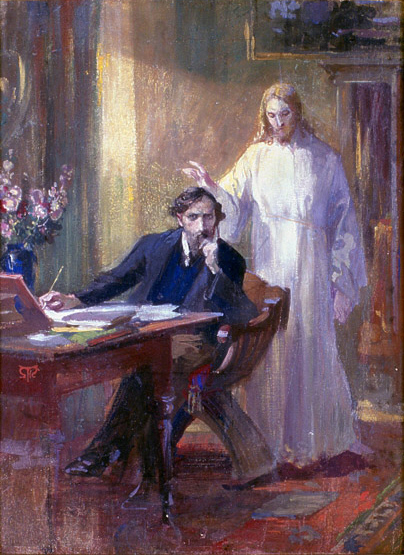
Martin von Feuerstein: Önarckép Jézus megjelenésével

Az Újszövetség és az arra épülő hagyományok alapján a legtöbb mai keresztény hiszi, hogy Jézus az Ószövetségben megjövendölt és várt Messiás (görögül Krisztosz), az Isten Fia. A Szentháromságban hívők (tulajdonképpen a legtöbb keresztény egyház) hite szerint ő is öröktől fogva való Isten, ám személyében nem azonos az Atyával, hanem az Atyának Fia, aki elküldte az emberiségnek a Szentlelket. A keresztény felfogás szerint Jézus azért lett emberré, hogy halála és feltámadása által a benne hívők megváltást (bűnbocsánatot) nyerjenek, ami az Istennel közösségben eltöltött örök életet jelent számukra (János 3,16, Jelenések 21,3-4).
A keresztények hitvallásainak központi része foglalkozik Jézussal – illetve a vele kapcsolatos vitás kérdésekkel.
A krisztológia nevű tudományág azzal foglalkozik, hogy ki volt Jézus a hittudomány szempontjából. A krisztológiai érvelés Jézus személyét és tevékenységét a rá vonatkozónak tartott ószövetségi próféciák, a saját magáról adott evangéliumi kijelentések, és a rá vonatkozó egyéb újszövetségi tanítások alapján kívánja bemutatni és értékelni.
A keresztények felfogását és megítélését Jézus Krisztus személyéről, tevékenységéről, szerepéről az üdvtervben, a leghitelesebben a történelmi egyházak iránymutató állásfoglalásaiból, katekizmusából ismerhetjük meg:
„Miután sokszor és sokféleképpen szólt Isten a prófétákban, „ezekben az utolsó napokban a Fiúban szólt hozzánk" (Zsid 1,1--2). Elküldte ugyanis Fiát, tudniillik az örök Igét, aki megvilágosít minden embert, hogy az emberek között lakozzék és elmondja nekik Isten titkait (vö. Jn 1,1--18). Jézus Krisztus, a megtestesült Ige, az emberekhez küldött ember tehát „Isten igéit mondja" (Jn 3,34), és véghez viszi az üdvözítő művet, melyet az Atya bízott rá, hogy megtegye (vö. Jn 5,36; 17,4). Ezért Ő akit, ha valaki lát, az Atyát is látja (vö. Jn 14,9) egész jelenlétével és minden megnyilvánulásával, szavaival és tetteivel, jeleivel és csodáival, főként pedig halálával és a halálból való dicsőséges föltámadásával, végül az igazság Lelkének elküldésével beteljesítvén tökéletessé teszi a kinyilatkoztatást. Isteni tanúsággal erősíti meg azt, hogy velünk az Isten, hogy kiszabadítson minket a halál és a bűn sötétségéből s föltámasszon az örök életre. A krisztusi üdvrend tehát mint új és végleges szövetség sohasem múlik el, és már semmiféle új nyilvános kinyilatkoztatást nem kell várnunk a mi Urunk Jézus Krisztus dicsőséges eljöveteléig (vö. 1Tim 6,14; Tit 2,13).
„Isten szeretetből nyilatkoztatta ki és ajándékozta önmagát az embernek. Így végleges és bőséges választ ad azokra a kérdésekre, melyeket az ember élete értelmével és végével kapcsolatban föltesz magának. Isten a Fiát küldve nyilatkoztatta ki magát teljesen, akiben örökre megalapította Szövetségét. Ő az Atya végleges Igéje, s így utána nincs Kinyilatkoztatás. „
„Egyedül Krisztusban van üdvösség. Egyedül hit által lehet elfogadni a Jézusban felkínált üdvösséget. Isten és ember között nincs szükség közbenjáróra, az egyetlen közbenjáró Jézus Krisztus. Isten eleve elrendelte, hogy kik jutnak el a Krisztusba vetett üdvözítő hitre. Ez a tanítás nem determinizmus, nem fátum, hanem Isten hatalmára és megelőző kegyelmére mutat rá."
A Jézus istenségét érintő kérdéseket az ún. egyetemes zsinatokon tárgyalták és döntötték el. Az első ilyen zsinat I. Konstantin kezdeményezésére ült egybe 325-ben a kis-ázsiai Niceában, a birodalom egységének fenntartására, de a döntést az eredetileg hitelvi vitát a politika eszközévé is formálta. Ezen zsinatok során egy, a korábbinál egységesebb egyházszervezet formálódott ki, s eközben bizonyos eltérő szektákat felszámoltak (például ariánusok).
Külön kategóriát képeznek az unitáriusok, akiknek a Jézusról vallott felfogásuk sajátos megközelítésű. A szentháromságtagadó irányzat a 16. században intézményesült, először Erdélyben a Tordai Ediktum következtében, azonban a mozgalom már a niceai zsinattól kezdődően egy kisebbségi irányzatot jelentett a kereszténységben.
A fővonalban lévő kereszténységen kívül álló néhány, magát szintén keresztényeknek valló csoport – mint például a Jehova tanúi és a Keresztény Tudomány Egyháza stb. – nem hisznek Jézus valóságos istenségében, csupán teremtménynek, illetve Istentől megihletettnek tartják. Más keresztény közösségek (például az utolsó napi szentek) bizonyos tanításaikban Jézusról szintén különböznek más felekezetek tanításaitól.

### Zsidó felfogás
A zsidóság Jézust hamis Messiásnak és hamis prófétának véli és a vallásos zsidók még mindig várják az igazi Messiás eljövetelét. Jézust csupán csodatevőnek, bukott lázadónak vagy nagy tévtanítónak tekintik. A zsidók alapján a történelemben több személy lépett fel ál-messiásként. Ezek közül Jézus volt a legnagyobb, de egyben a legnagyobb káros tevékenységet létrehozó hamis messiás. Számukra Jézus isteni szintre való emelése istenkáromlás.
A zsidó Talmud Jézust több helyen említi. Ez nem azt jelenti, hogy a Jézust illető talmudi történetek valóban megestek volna (történeti érték, historikusság), de azt, hogy ezek gúnyoló, vitatkozó, polemizáló történetek, melyek a kereszténység alapítóját vannak hivatva kigúnyolni.
Jézus neve héberül Yeshua. A Talmud írói Jézus nevéből szójátékot űzvén ezt „Yeshu”-ra rövidítették, mely egy kezdőbetűkből alkotott szó (mozaikszó): Yimakh Shemo (יִמַּח שְׁמוֹ). Jelentése: „töröltessék el a neve és emlékezete”. A Talmud Jézusról szóló részei ahol a Yeshua nevet kéne írni, mindenhol ezt az elnevezést használják. A Yimakh Shemo a legerősebb átoknak számít a héber nyelvben. Azonban a mozaik szavakkal való játék, nem tartozik a Istenhitük rendelései közé.
A Tószefta egyik baraitájában Szanhedrin 43a róla van szó (70–200 körül, a hitviták idejében keletkezett)
Peszách előestéjén Yeshu függött. Negyven napig a kivégzés előtt egy hírnök így kiáltott: Yesut halálra fogják kövezni, mert varázslatot gyakorolt, és Izraelt hite elhagyására kísértette. Bárki tud valamit érdekében mondani jöjjön mondja el. Mivel semmi sem volt érdekében előhozva, így 40 napi várakozás után peszách előestéjén függött.
Az ehhez kapcsolódó Ulla nevű amora szerint Jézus közel állt a római kormányzathoz.
A Szanhedrin 106b tudósít arról, hogy Jézus 33 éves volt amikor meghalt: „Balaám, a Sánta (=Jézus) 33 esztendős volt, mikor Pintiasz (Pontius Pilátus), a Rabló megölte. .. Úgy mondják, hogy anyja fejedelmektől és uralkodóktól származott, de ácsokkal keveredett."
Sokkal valószínűbb azonban, hogy ezekben a könyvekben ahol nem nevezik nevén Jézust, ott helyette a Peloni – az a bizonyos – kifejezést használják. Közvetlen az evangéliumok megszületése utáni időben, a vallási viták utáni Jézus életére utalások történeti értéke vitatott.
Az egyetlen máig létező ősi zsidó eredetű gnosztikus irányzat, a mandeusok vagy szabiok. (Nem tévesztendők össze a „szábeusokkal" – Sába népe – akik az ókorban déli Arábiát lakó néptörzs volt, mely Jemenben uralkodott és melynek hatalmáról és műveltségéről a biblia és a görög s római írók is beszélnek). A „Harrán Gaueita” (HARAN GAUAITA, belső Harrán) nevű tekercsükben találkozunk egy olyan legendával, amely a mandeusok történetét meséli el. Eszerint a mandeusok a Jordán folyó mentén éltek, amíg a zsidók ki nem űzték őket onnan. A tekercs részletesen beszél Keresztelő Szent Jánosról, aki a Jordán folyónál született. A vallás követői Jézust álprófétának tekintik.

### Az iszlám felfogás
A muszlimok Jézust az iszlámnak a Koránban megjövendölt egyik prófétájának tartják. Az iszlám szerint Jézus (arabul Íszá, عيسى) volt az egyetlen bűntelen próféta és maga a Messiás, de a csodákat Jézuson keresztül Isten maga vitte végbe. Ők a Jézus istenségébe vetett minden hitet az iszlám egyistenhitével összeegyeztethetetlen eretnekségnek tartanak. Nézetük szerint nem volt Isten fia, hanem csak Isten küldöttje és nem szabad imádni őt (ahogy a többi prófétát, köztük Mohamedet sem). A Korán leírása alapján (A nők 4:156-159) Jézust nem feszítették keresztre, hanem mielőtt megölhették volna, Isten felemelte a mennyekbe, és egy hasonmás lett az áldozat. Az utolsó idők végén visszatér a földre és a Korán alapján dönteni fog az emberek felett.
Emellett a Korán szerint Jézus anyja (Mirjám, vagy magyarosan Mária) megegyezik Mózes testvérével (aki a Bibliában szintén Mirjám). Így Jézus nagybátyja volt Mózes és Áron.
Az ettől eltérő, egyes síita és szunnita hittudósok által eretnekségnek tekintett hitek közé tartozik az Ahmadijja Muszlim Dzsamaat, Qadianból származó Mirza Gulám Ahmadot (1835–1908)(مرزا غلام احمد) követő közösség, amely szerint Jézus küldetése nem egyszerű tanítás és jövendölés volt csupán, hanem a zsidó nép (az elveszett tíz törzset beleértve) hitének megújítása. Ennek alapján ők azt tartják, hogy Jézus nem halt meg keresztre feszítésekor, hanem üldözői elől keletre menekült és Ahmadot (aki megtalálta Jézus sírját) a Mohamed próféta által is megjövendölt visszatért Jézusnak tekintették.
Az indiai Fatehpur Szikriben, egy ősi város dzsámijának főkapujánál, annak boltíve alatt látható egy vésett szöveg. Ezt a várost Nagy Akbár (1542–1605) mogul császár építtette. Ő is vésette fel a szöveget diadalmas bevonulása alkalmával. Az agrapha¤ szövege:
„Issza (Jézus) mondta: A világ híd. Menj át rajta, de ne telepedj meg ott! 

### Bahái felfogás
Jézus Krisztust a baháik Isten Megnyilvánulásaként tisztelik. A bahái hit alapítója Baháalláh a következőket írta Jézusról: Tudd, hogy amikor az Ember Fia kilehelte lelkét Istennek, az egész teremtés sírt és zokogott. Önmaga feláldozása révén azonban minden teremtett dologba új képességek öntettek. Ennek bizonyítékai, amint arról a föld összes népe tanúskodik, mostanra már megnyilvánultak számotokra. A tudósok által kimondott legmélyebb bölcsességek, a legalaposabb tudás, amelyet bármely elme feltárt, a legtehetségesebb kezek által létrehozott művészeti alkotások, a legrátermettebb uralkodók által gyakorolt befolyás mind az Ő transzcendens, az Ő mindent átható és ragyogó Szelleme által kibocsátott élénkítő Erő megnyilvánulásai.

### A hinduizmus
A hinduizmus nem egységesen ítéli meg Jézus személyét. A hinduizmus egyes irányzatai avatárnak (az istenség megtestesülésének) tartják, mások nagy gurunak vagy jóginak vélik. További megközelítésben Jézust a Teozófia Felemeltetett Mesterének, vagy annak egy hajtásának tartják.
Vannak akik úgy vélik, hogy gyermekkorát egészen a nyilvános munkájának elkezdéséig (azaz 6-tól 29 éves koráig) Egyiptomban töltötte a görög Hermész és az egyiptomi Thot istenek rejtett (okkult) tudományai, valamint a Himalájában a miszticizmus tanulmányozásával. Nikolaj Notovics  (szül. 1858) orosz történész és tudós utazó volt az, aki ezeket írásaiban elsőként közreadta. Forrásként olyan általa látott és olvasott szentiratokat jelölt meg, amelyet Indiában, Ladak tartomány északnyugati csücskében található Hemis kolostorban látott. A későbbiekben ezekről az iratokról ellentétes állítások jelentek meg, voltak, akik látták ezeket az iratokat, mások cáfolták ennek tényét, mára pedig már nem találhatók meg ezek a szövegek.
Egy ötödik századból származó leírás talán Jézusra való utalás az indiai szent iratokban, azonban a kereszténység elterjedésével és hatásával magyarázhatóbb inkább, mint valóságos eseményekkel:
„...hegyen ült és kiválasztottnak látszott. Bőre világos volt és fehér ruhát viselt. ...így válaszolt: Isten fiának neveznek, szűztől születtem," (Bhavishya maha purana 17- 32.)
A Jézus személyével kapcsolatos hindu felfogás a vallások hatásaival van összefüggésben és nem annak történeti alakjával, így igen összetett és bonyolult rendszer, amely a különféle csoportok hagyományai és nézőpontjai miatt igen eltérő. Jézus csodái, emberfeletti cselekedetei – ilyen a nyelveken szólás, a gyógyítás, a vízen járás vagy a holtak feltámasztása – egybe csengenek az akár Jézus előtti, vagy később őt követően élt, magas megvalósítást elérő jógik képességeivel, az úgynevezett sziddhikkel, pl. a Patandzsalinak tulajdonított Jóga-szútrák tanúsága szerint. A múltban és a közelmúltban élt indiai nagymesterek közül számos személyről jegyeztek fel hasonló eseteket, s ezeket a mai napig különleges, de emberi erőfeszítéssel elérhető képességeknek tartják. Az igazi jógik hasonló etikai alapelvek alapján élnek, mint amit Jézus a hegyi beszédében és egész életében tanított.

### Buddhizmus
Számos buddhista számára Jézus egyike azon bódhiszattváknak, akik a végtelen áldozat és önfeláldozás útját járják annak érdekében, hogy segíteni tudjanak a szenvedés fogságában vergődő lényeken, egészen addig, amíg valamennyien el nem érik a megvilágosodást és a megszabadulást. A buddhistát éppoly mélyen érinti Jézus élettörténete és önként vállalt szenvedése, mint a Buddha újjászületéseiről szóló történetek, amelyek szemléletesen mutatják be a Megvilágosodott áldozatvállalását a lények üdve érdekében sok-sok létesülésen keresztül. A buddhista Jézusban is fölismeri azon Nagy Emberek egyikét, akik az adás tökéletességét – a bodhiszattvák egyik erényét – annak legmagasabb formájában fejlesztették ki, amennyiben önmagukat adták oda maradéktalanul.
Jézusra és a Buddhára egyaránt gyakran alkalmazzák az írások a Mester, Áldott, Úr kifejezéseket. A János evangéliumában többször, hasonlóan elhangzó mondás, miszerint "Nem vagyok egyedül, mert az Atya velem van", majd "Higgyétek, hogy én az Atyában vagyok, s az Atya bennem", egy-egy utalás a megvilágosodás felé történő előrehaladásra; s végül az egyedül János evangéliumában elhangzó – de a keleti vallásokban, a buddhizmusban, a védántában és az advaita védántában is ismert – mondat: "Én és az Atya egyek vagyunk", a megvilágosodott állapot végleges beteljesítését jelentheti. (János 10,22-30)
Buddha élettörténete ezen felül nagyfokú hasonlóságot mutat Jézus életének eseményeivel, időben ötszáz évvel megelőzve Jézust. A legfontosabbak ezek közül, hogy szintén a „szent szellem” által fogant, aki egy álombéli elefánt képében jelent meg Sziddhártha herceg édesanyja (Májá) álmában, s a jobb oldala felől annak méhébe helyezte az isteni gyermeket. A Buddha anyjának neve, azaz a Májá szintén hasonló Jézus anyjának nevéhez, a "Máriá"-hoz (az r-J hangok úgynevezett súlytalan átmenő- és alsó váltóhangjai egymásnak). Buddha megkísértésére, melynek során Márá, a kísértő megkísérelte elcsábítani Gautama Buddhát, s akinek a megvilágosodott bölcs ellenállt, szintén emlékeztet Jézusnak a Sátán általi megkísértése. Márá a korai buddhizmusban létező lényként közvetlenül a meditáló Buddha mellett is megjelent, akárcsak a Sátán Jézus mellett.
Hasonlóképpen, a tibeti buddhizmus másik alapvető guruja, Garab Dordzse fogantatása és születése is a fenti módon történt, az ő esetében azonban Jézus utáni eseményről beszélünk.
Jézus egyes mondásai is szerepelnek a Buddha által elmondott, lejegyzett beszédekben, mint pl. „Akinek füle van, az hallgassa a szót és higgye.” (Márk 4.9; Mahāvagga szutta, 1.1.5-8.), valamint a Buddha szintén gyakran használta tanításai során az ismert felütést: „Bizony mondom néktek…” (az evangéliumokban, ill. pl. Dhammapada 12. rész: Önmaga; 24. rész: Szomj).

### Egy alternatív hagyomány
Az 1. században elhunyt Yuz Asaf vallástanítót, akinek mauzóleuma az indiai Khanyarban található, tisztelői és követői a történeti Jézussal azonosítják. Azonban erre semmiféle tudományos bizonyíték nem áll rendelkezésre. Az elgondolás alapja a Tamás Cselekedetei apokrif.
Lásd még: Jézus korának kulturális és történelmi háttere

### Jézus létezését vitató valláskritika
Már az i. e. 6. századtól elsőként Görögországban, a vallási igénnyel áthatott alsóbb néprétegektől eltérően, egy szűk, művelt réteg körében a filozófia váltotta fel a korábbi világnézetet (künikoszok – cinikusok). A nép istenekbe vetett hitétől a sztoikusok világlátása távolodott el leginkább, azonban tömegeket nem tudott magamögé állítani. A kereszténység létrejöttével, majd megerősödésével évszázadokig háttérbe kényszerült a vallásosság és annak tárgyának kritikája.
A korábbi nem túl nagy hatású valláskritikai művek után, Ernest Renan (1823, Tréguier – 1892, Paris): francia katolikus orientalista, vallástörténész és író, a 19. és 20. századi szabadgondolkodás szimbolikus alakja volt az, aki élete főművével – Jézus élete – beírta magát a történelembe. A könyvet, a katolikus egyház a hite elleni durva támadásnak minősítette, indexre tette – olvasását tiltotta – a korabeli ateista és antiklerikális mozgalmak pedig sokszor akarata ellenére is Renan mögé sorakoztak fel.
Az ateizmus tömeges elterjedésével Európában a felvilágosodás kezdetétől számolhatunk, és valódi kibontakozása az 1789-es francia forradalomhoz köthető. A valláskritika egyre nagyobb teret nyert a 19. és 20. században, a bibliakritikusok írásaikat ebben a tárgyban már nem csak haláluk után merték kiadatni, hanem életükben is egyre gyakrabban vállalták az összetűzéseket. Az erőteljesen kibontakozó irányzat tömegeket maguk mögött tudó képviselői eljutottak oda, hogy magának Jézusnak a történeti létét is tagadták a kritika okfejtések eredményei alapján. Azonban ezzel szemben nem a hívők, hanem több tudományág jeles képviselői több olyan bizonyítékot fedeztek fel (régészek-Pilátus történetiségét igazoló kőtáblát stb.) amelyek az evangéliumok alapján Jézus alakját, valóságos személynek hitelesítette. David Strauss – aki maga is hívő volt – alkalmazta először a bibliakutatásban a forráskritikát.
A kritikusok hipotézisük alapján kétségbe vonják azt, hogy a bibliai történetek eredetiek és hitelesek. E szerint az evangéliumokat többé-kevésbé átvételeknek, túlzásoknak, kiszínezéseknek és kevés, vagy semennyi valóságból sem álló mítoszoknak tekintik.
Shirley Jackson (1872–1947) professzor, amerikai liberális teológus, a múlt század elején a keresztény mítosz gyökereit kutatta más vallásokban, párhuzamba hozva azokat a fellelhető hasonlóságokkal. Egyes kritikai vélemények szerint a keresztény evangéliumok nemcsak a judaizmusból merítettek, hanem a perzsa zoroasztrizmusból, Ízisz és Ozirisz kultuszából és a pogány görög filozófiai hagyományokból. Ők úgy gondolják, hogy Jézus élettörténetének a túlnyomó többsége korát megelőző korok vallásaiban, mítoszaiban is szerepelt.
Ma már a világi történészek többsége bizonyítottnak tekinti, hogy létezhetett egy Jézus nevű vallásreformer vagy vándorprédikátor, akit kivégeztek. Szerintük viszont az élettörténetét kiszínezték, felnagyították és a szemtanúk Bibliában rögzített leírásaikat csodás elemekkel egészítették ki.

## Jézushoz kapcsolódó ereklyék
|                 |                                  |
| A torinói lepel | A lepelről készült kép negatívja |

Fontosabb ereklyék
- torinói lepel
- mandylion
- Szent Grál
- Szent Kereszt

Számos, Jézushoz kapcsolható ereklye létezik. Ezeket sokan tisztelik, mások mind valódiságukban, mind a nekik tulajdonított hatásokban kételkednek. A Jézushoz köthetők közül a leghíresebb talán a torinói lepel, amelyet a benne hívők – és a leplet vizsgáló szakértők – közül sokan a Jézus testét a temetéskor borító, azaz az eredeti halotti lepelnek tartanak. A soha meg nem talált ereklyék közül talán a leghíresebb a Szent Grál, a serleg, amelyből az utolsó vacsorán ittak, illetve amit egyes, nem kanonizált források szerint Jézus keresztre feszítésekor vérének felfogására használtak. 
Az ismertebb ereklyék:

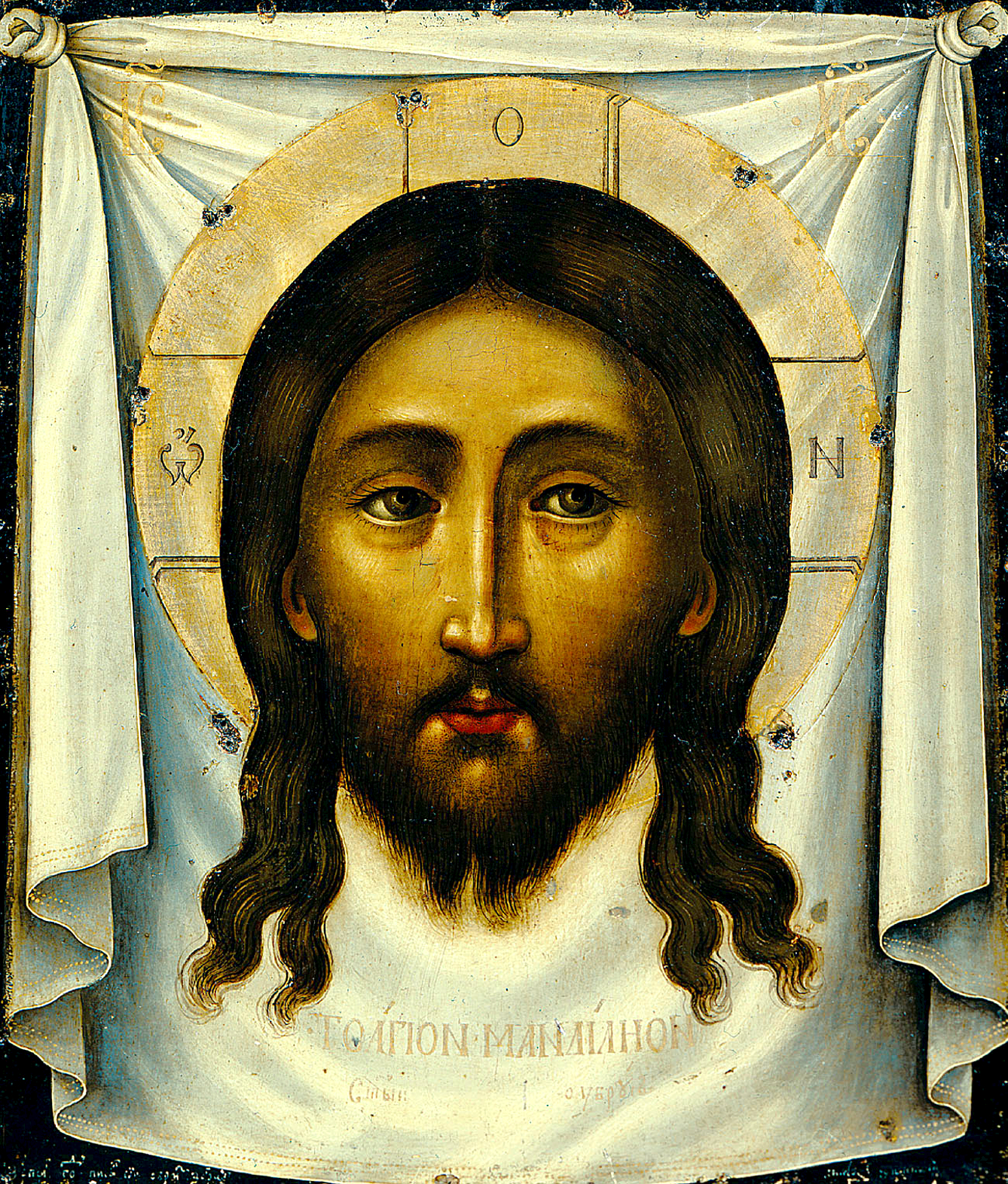
Szimon Fjodorovics Usakov (1626–1686), orosz ikonfestő: Mandylion („Nem Kézzel Készült Ikon")

- Az Igaz Kereszt darabjai és egy ortodox kolostorban őrzött Vádcímtábla (titulus crucis) az INRI felirattal. Rengeteg darabja ismert a keresztfának több különböző helyről, Konstantinápolyban a Szent Szophia – templomában is őrizték egy darabját.
- A Keresztrefeszítés Köve, mely 1804-ben, Konstantinápolyba való szállítása során a tengerbe veszett.
- Az Úr sírjának záróköve, (hostium) Konstantinápoly Szent Szophia-templomában őrizték.
- A Jézus sírjából kimetszett Kő, a konstantinápolyi palotakápolnában őrizték a IV. keresztes hadjáratban, 1204-ben történt kifosztásáig.
- A Lombardiai Öntöttvas Korona és Konstantín Zablája melyeket a keresztre feszítéshez használt szögekből készítettek. A 'tiszteletre méltó szög', amelyet rozsda nem borított, „ amely a szenvedés óráján három másikkal egyetemben Jézus testét átfúrta „ féltve őrzött kincse volt Konstantinápolynak is.
- Jézus testmérete (mensura longitudinis corpis) jámbor férfiak mérték meg és rögzítették Jeruzsálemben a hagyományok szerint, később elveszett.
- A Szent Fityma Jézus körülmetélésekor levágott előbőr (január 1. – az Úr körülmetélésének az ünnepe, számos keresztény egyház ma is megtartja erre emlékezve az Úr körülmetélésének ünnepét.) Késői, apokrif gyermekségevangélium alapján született hagyomány.
- A végzet lándzsája, amivel Jézus oldalát szúrta át a római katona Jn 19,34 szerint. A bécsi Hofburg kincstárában őrzött lándzsát, tudományos vizsgálata a 7. századra datálta.
- A Töviskorona, melyet a gúnyolódó katonák helyeztek Jézus fejére keresztre feszítése előtt. A konstantinápolyi palotakápolna ereklyéinek Nikolaosz Meszaritész által i. sz. 1200 körül összeállított katalógusából: „még friss, zöld és sértetlen”
- A Szent kehely, vagy Szent Grál, amit Jézus az utolsó vacsorán használt, illetve amelybe a halálakor vérét felfogták, apokrif evangéliumok és középkori mondák szerint. Igen népszerű az irodalomban, és többször filmre került feltételezett történetéhez kapcsolódó művekben.
- A Veronika Kendője, mellyel Jézus homlokát törölte le, mikor Jézus a keresztet vitte. A történet szerint: Veronika a kegyes asszony (az evangéliumok alapján a vérfolyásos nővel kapcsolja össze a hagyomány) Jézus halálát követően Rómába ment, és magával vitte a drága ereklyét. A vera icona kifejezés azt jelenti: igazi (valódi) ikon. A XIII. században jelenik meg Rómában először kép nélkül egy Veronika-kendő, majd később már sok legenda szerint Jézus arcát is tartalmazta a tárgy, és ennek megfelelően már a kendő is. A kiállítása alkalmával egy ízben tizenkét embert összetiport a tömeg. Ez a nagy becsben tartott ereklye a 16. században eltűnt, ma már csak egy kora középkori másolatát őrzik a római Szent Péter-bazilikában.
- Jézus Varratmentes Palástja, amit a trieri Szent Péter-dómban tartanak. Egy másik példányát Franciaországban őrzik. A köntös János 19,23. – szerint is varrás nélküli volt és így a főpap felsőruhájára hasonlított.
- Jézus Levelei, melyekben udvariasan elutasította Edessza királyának, V. Abgárnak a meghívását. A legenda alapja – Caesareai Euszebiosz: Egyháztörténetében említést tesz arról, hogy utazásai során látta Edessában Jézus és az uralkodó levélváltását. Azok azonban a későbbiekben elvesztek, hitelességüket a történelem felülírja: csak jóval később vált kereszténnyé IX. Abgár uralkodójuk. (Jakob Lorber a 19. század közepén rekonstruálta azokat látomásai által. Az egyház nem ismeri el ezeket az írásokat.) A levelek története késői hagyomány, összefügg a Torinói lepellel és Tádé apostol-tanítvány apokrifokból ismert küldetésével.
- A Nem Kézzel Készült Ikon, amit Jézus Edessza királyának, Abgárnak küldött leprásságának gyógyítására. A mandylion egy akheiropoiéton, azaz nem emberkéz által keletkezett festmény. A szerteágazó legendák és hagyományok alapján nehezen azonosítható tárgy. Köze lehet a legendákból ismert kamuliai kendőhöz. Valószínűbb azonban, hogy a torinói vászon többször összehajtott és így (az arcrészt szabadon hagyva és ereklyetartóba helyezve) ismert képe, amely több ikon alapja. Ezek a képek mind jól azonosítható jegyeket viselnek magukon – hosszú haj, középen kettéválasztott frizura, homlokba logó tincs, kétágú szakáll stb. – amelyek egy archetípusra vezethetők vissza.
- A Szent Köldökzsinór, Szent Könnyek, Szent Tejfog és még sok más ereklye, amelyek ma már nevetségesnek hatnak sokak számára, miközben annak idején a vallás, a hithez kapcsolható tárgyak által is kifejtette hatását.

Jézus csontjai természetesen hiányoznak az állítólagos ereklyék sorából, mivel a Biblia szerint Jézus testben támadt fel és negyven nappal később testileg emeltetett fel a mennyekbe.
Mindig sokan kételkedtek az ereklyék valódiságában. Erasmus például ironikusan megjegyezte, hogy ha az Igaz Kereszt szilánkjait összegyűjtenénk, akkor láthatnánk, hogy Jézus keresztfája tulajdonképpen egy egész erdőség volt.
Azonban a középkorban vallási okokból megnövekedett keresletre és iparszerűvé vált ereklyegyártásra tekintettel, nem szükségszerű minden esetben fenntartásokkal élni, és tagadni a hitelességet. Célszerű mindent megvizsgálni, a hitelest elfogadni, a nyilvánvalóan hamisat pedig elvetni.

## Ábrázolása a művészetekben
Jézus életének és szenvedéstörténetének eseményei számtalan híres alkotót kimagasló művészeti alkotások létrehozására ösztönöztek az idők során, a képzőművészetekben, zenében és filmművészetben egyaránt.

## Könyvek
- Bloom, Harold: Jesus and Yahweh – Names Divine (New York, 2005)
- Buji Ferenc: Az elfelejtett evangélium (Kairosz, 2006)
- Carroll, John: Jézus, a Létező, Typotex, 2009. ISBN 978-963-279-074-9
- Daniel-Rops, Henri: Jézus és kora (Budapest, Ecclesia)
- Flusser, David: Jézus (Budapest, 1995)
- France, R. T.. The Gospel of Matthew. Wm. B. Eerdmans Publishing (2007). ISBN 978-0-8028-2501-8
- Gecse Gusztáv: Bibliai történetek (Kossuth Könyvkiadó, 1981)
- Jackson, John G. (1985): Christianity Before Christ American Atheist Press
- Kasper, W: Jézus a Krisztus (Budapest, Vigilia)
- Kroll, Gerhardt: Jézus nyomában (Budapest, Szent István Társulat)
- Mach, Burton L. (1989): Who Wrote the New Testament? The Making of the Christ Myth (Harper, San Francisco)
- Osman, Ahmed: A Messiás Háza Gold Book Kft. 1992. ISBN 963-9248-42-8
- Pelikan, Jaroslav: Jesus Through the Centuries: His Place in the History of Culture (New Haven, 1999)
- Renan, Ernest: Jézus élete (Budapest, k.n.)
- Schweizer, Eduard: Mit tudunk valóban Jézus életéről? (Kálvin Kiadó, Budapest, 1999)
- Vermes Géza: A kereszténység kezdetei. Názárettől Nikaiáig (Kr. u. 30-325). Libri Kiadó, Bp., 2013.
- Vermes Géza (2005,1995): A zsidó Jézus: ahogy egy történész az evangéliumokat olvassa (Budapest, Osiris)
- Vermes, Géza. Jézus hiteles evangéliuma. Osiris Kiadó (2005). ISBN 963-389-733-5
- Czire Szabolcs: A történeti Jézus. A kutatás múltja és jelene Kolozsvári Egyetemi Kiadó, Kolozsvár, 2009. ISBN 978-973-610-881-5

### Internetes oldalak
- Jesua/Jézus a sátrak/szukkot/!סוכות ünnepén született – és nem karácsonykor?
- Jézus kinek mondta magát?
- Világszerte 500 ezren beszélnek Jézus nyelvén
- A History of Scholarly Refutations of the Jesus Myth by Christopher Price
- Historical Jesus or Jesus Myth: The Jesus Puzzle
- Kersey Graves – The World's Sixteen Crucified Saviors
- Who’s Biggest? The 100 Most Significant Figures in History (angolul)
- BibleMap.org – A Biblia helyszínei a GoogleMaps bemutatásában
- Jézus családfája
- Részlet a Jézus, a Létező c. könyvből
- Jézus a Wikipédiában: szerinted ki vagyok? Archiválva 2011. szeptember 11-i dátummal a Wayback Machine-ben